# Storie de Le strabilianti imprese di Fantomius ladro gentiluomo
Questo è l'elenco delle storie incentrate sui personaggi de Le strabilianti imprese di Fantomius ladro gentiluomo, pubblicate da novembre 2012 sul settimanale Topolino (edito da The Walt Disney Company Italia e in seguito dalla Panini Comics).

## Elenco delle storie

### Serie originale
| nº | Titolo                                | Data di pubblicazione | Volume Topolino |
| -- | ------------------------------------- | --------------------- | --------------- |
| 1  | Il monte rosa                         | 13 novembre 2012      | Topolino 2972   |
| 2  | L'evasione di Fantomius               | 20 novembre 2012      | Topolino 2973   |
| 3  | Fantomius a bordo                     | 27 novembre 2012      | Topolino 2974   |
| 4  | Brutfagor                             | 4 dicembre 2012       | Topolino 2975   |
| 5  | Silenzio in sala                      | 16 aprile 2013        | Topolino 2994   |
| 6  | La maledizione del Faraone            | 5 febbraio 2014       | Topolino 3036   |
| 7  | L'ottava meraviglia del mondo         | 12 febbraio 2014      | Topolino 3037   |
| 8  | Fantomius sulla neve                  | 25 febbraio 2014      | Topolino 3039   |
| 9  | La maschera di Fu Man Etchù           | 8 ottobre 2014        | Topolino 3072   |
| 10 | Il bottino dei Baskerville            | 15 ottobre 2014       | Topolino 3073   |
| 11 | Il tesoro del Doge                    | 5 novembre 2014       | Topolino 3075   |
| 12 | Il nobile dietro la maschera          | 10 giugno 2015        | Topolino 3107   |
| 13 | Gli anelli di Cagliostro              | 17 giugno 2015        | Topolino 3108   |
| 14 | Il tesoro di Francis Drake            | 20 gennaio 2016       | Topolino 3139   |
| 15 | Fantomius d'Egitto                    | 10 febbraio 2016      | Topolino 3142   |
| 16 | Il ladro e il miliardario             | 2 marzo 2016          | Topolino 3145   |
| 17 | Dolly Paprika (prima parte)           | 8 febbraio 2017       | Topolino 3194   |
| 18 | Dolly Paprika (seconda parte)         | 8 febbraio 2017       | Topolino 3194   |
| 19 | Notre Duck                            | 31 maggio 2017        | Topolino 3210   |
| 20 | Senza maschera                        | 13 settembre 2017     | Topolino 3225   |
| 21 | La sfida di Fantomius                 | 6 dicembre 2017       | Topolino 3237   |
| 22 | La notte delle gemme                  | 15 agosto 2018        | Topolino 3273   |
| 23 | I due vendicatori (prima parte)       | 29 agosto 2018        | Topolino 3275   |
| 24 | I due vendicatori (seconda parte)     | 29 agosto 2018        | Topolino 3275   |
| 25 | La settima arte                       | 3 ottobre 2018        | Topolino 3280   |
| 26 | Sulle tracce di Copernico             | 26 giugno 2019        | Topolino 3318   |
| 27 | Fantomius torna a casa                | 25 dicembre 2019      | Topolino 3344   |
| 28 | La luce di Zeus                       | 6 maggio 2020         | Topolino 3363   |
| 29 | L'inizio e la fine: prologo           | 30 dicembre 2020      | Topolino 3398   |
| 30 | L'inizio e la fine                    | 13 gennaio 2021       | Topolino 3399   |
| 31 | Furto nel futuro                      | 20 gennaio 2021       | Topolino 3400   |
| 32 | Distopia                              | 27 gennaio 2021       | Topolino 3401   |
| 33 | La fine... e l'inizio                 | 3 febbraio 2021       | Topolino 3402   |
| 34 | La notte di Fantomius (prima parte)   | 27 aprile 2022        | Topolino 3466   |
| 35 | La notte di Fantomius (seconda parte) | 4 maggio 2022         | Topolino 3467   |
| 36 | L'alba di Fantomius (prima parte)     | 18 maggio 2022        | Topolino 3469   |
| 37 | L'alba di Fantomius (seconda parte)   | 25 maggio 2022        | Topolino 3470   |
| 38 | Fantomius torna a colpire             | 4 ottobre 2023        | Topolino 3541   |
| 39 | Ombre del passato (prima parte)       | 10 luglio 2024        | Topolino 3581   |
| 40 | Ombre del passato (seconda parte)     | 10 luglio 2024        | Topolino 3581   |
| 41 | L'asso di picche (prima parte)        | 20 novembre 2024      | Topolino 3600   |
| 42 | L'asso di picche (seconda parte)      | 20 novembre 2024      | Topolino 3600   |
| 43 | Il club del crimine (prima parte)     | 2 luglio 2025         | Topolino 3632   |
| 44 | Il club del crimine (seconda parte)   | 2 luglio 2025         | Topolino 3632   |

### Serie spin-off
| nº | Titolo                       | Data di pubblicazione | Volume Topolino |
| -- | ---------------------------- | --------------------- | --------------- |
| 1  | La notte della confraternita | 26 agosto 2020        | Topolino 3379   |
| 2  | Il lato oscuro               | 2 settembre 2020      | Topolino 3380   |
| 3  | La festa d'inverno           | 9 settembre 2020      | Topolino 3381   |
| 4  | La regata                    | 16 settembre 2020     | Topolino 3382   |
| 5  | Il libro degli errori        | 23 settembre 2020     | Topolino 3383   |
| 6  | Il mistero del lato oscuro   | 25 agosto 2021        | Topolino 3431   |
| 7  | La biblioteca perduta        | 1 settembre 2021      | Topolino 3432   |
| 8  | Il segreto di Famedoro       | 8 settembre 2021      | Topolino 3433   |
| 9  | La notte del vandalo         | 5 ottobre 2022        | Topolino 3489   |
| 10 | Il sogno di Beth             | 5 ottobre 2022        | Topolino 3489   |

### Capitoli antecedenti alla serie
| nº | Titolo                                 | Data di pubblicazione | Volume Topolino |
| -- | -------------------------------------- | --------------------- | --------------- |
| 1  | Paperino e l'ombra di Fantomius        | 17 dicembre 2002      | Topolino 2455   |
| 2  | Paperinik e il tesoro di Dolly Paprika | 6 marzo 2007          | Topolino 2675   |
| 3  | Paperinik e il segreto di Fantomius    | 12 luglio 2011        | Topolino 2902   |
| 4  | Paperinik e il passato senza futuro    | 14 febbraio 2012      | Topolino 2933   |

## Le strabilianti imprese di Fantomius ladro gentiluomo

### Il monte rosa(2972)
Un noto barone di Paperopoli ha dato un evento mondano a cui è stata invitata tutta l'alta società paperopolese. Durante viene mostrato agli ospiti il celebre Monte rosa, il più grande diamante del mondo, però un noto intenditore amico del proprietario afferma immediatamente che si tratta di un falso. Sotto le spoglie dell'intenditore si cela lo scaltro e inafferrabile Fantomius mentre il vero esperto è stato neutralizzato da Dolly Paprika. Fantomius si fa aprire la teca per poter analizzare meglio il diamante e riesce a causare una confusione tra gli ospiti che lo aiuta a fuggire sul tetto dove Dolly arriva a recuperarlo. Il giorno dopo mentre Lord Lamont John Quackett e Dolly Duck stanno festeggiando leggendo il giornale del mattino, arriva Copernico Pitagorico che li informa che il diamante è realmente un falso. Il barone aveva sostituito il gioiello con una copia per poter intascare il sostanzioso indennizzo dell'assicurazione. Quella sera Fantomius si reca a casa del barone e ruba il vero diamante assieme al denaro poi si reca in camera da letto del barone per dirgli che sta per subire la giusta vendetta di Fantomius. La cassaforte però è collegata a un allarme che richiama la polizia guidata dal solerte commissario Alcmeone Pinko. Al cospetto degli agenti il barone si tradisce e svela il suo piano, ottenuto ciò che desiderava Fantomius riesce a fuggire aiutato da Dolly, mentre il barone viene portato via dai tutori dell'ordine. Fantomius regala il meraviglioso diamante alla sua amata Dolly mentre i soldi dell'assicurazione, illegalmente ricevuti dal barone, li dona ai poveri bisognosi della città.

### L'evasione di Fantomius(2973)
Lord John Lamont Quackett si trova presso il prestigioso club ippico di Paperopoli per disputare una partita a polo, sport estremamente popolare tra i membri della società dell'epoca. Dopo una prestazione terribile in cui Lord Quackett mostra tutta la sua goffaggine e ingenuità, il giovane miliardario si reca al bar del club per una pausa. Mentre sta assaporando un panino ascolta alla radio un'intervista al commissario Pinko, in cui il poliziotto afferma che qualora riuscisse ad arrestare Fantomius, il ladro gentiluomo non sarebbe più riuscito a scappare di prigione. L'alterego che si nasconde in Lord Quackett accetta la sfida. La sera stessa Fantomius tenta un furto assieme alla sua compagna Dolly, ma appena riesce a penetrare nella camera dov'è contenuta la cassaforte, scopre che era tutta una trappola tesagli dalla polizia. Pinko arresta il suo avversario e gli toglie la maschera rivelando a tutti la sua vera identità: Lord Quackett. Il giovane miliardario viene portato in carcere. Il giorno dopo una lettera anonima minaccia un arrogante duca che presto sarà vittima di Fantomius. Il commissario Pinko per rassicurare il ricco aristocratico, invia un agente di guardia, anche se lo considera un accorgimento inutile, poiché Fantomius è in carcere. Intanto Fantomius riesce a evadere di prigione grazie all'aiuto di Copernico e raggiunge la villa del duca, dove Dolly ha stordito il vero poliziotto e Fantomius ne prende il posto, riuscendo così a compiere indisturbato il suo furto, come aveva preannunciato. La notizia getta nel panico Pinko che si reca di volata al carcere in tempo per vedere Fantomius, che con spavalderia rientra nella sua cella e si assopisce stanco dal troppo lavoro notturno. Preoccupato Pinko cerca di sveltire le pratiche per un trasferimento ad Alcatraz, ma Fantomius con un'astutissima mossa riesce a dileguarsi. Lascia all'ispettore il suo biglietto da visita e la maschera di Lord Quackett. Pinko ha perso così la sfida, inoltre vedendo la maschera crede che Lord Quackett non sia la vera identità di Fantomius. D'altronde il lord è un giovane pasticcione e imbranato, come potrebbe esser Fantomius, il grande Ladro Gentiluomo?

### Fantomius a bordo(2974)
Lord Quackett è in vacanza a bordo della nave da crociera Pacific Quack e fingendosi l'imbranato di sempre, gioca a Shuffle-board insieme con il commissario Alcmeone Pinko, mentre Dolly Duck si intrattiene con la signora Adelaide moglie del commissario. I due ladri, venuti a conoscenza che l'antipatica Contessa Snobboni possiede una preziosa collana, decidono di organizzare la notte stessa un audace furto. Fantomius si introduce nella cabina della contessa, ma la collana è già stata rubata da qualcuno che l'ha preceduto e mentre si trova ancora nella stanza, la contessa si sveglia di soprassalto, credendolo il vero autore del furto. Il commissario Pinko sebbene sia in vacanza e nonostante l'immenso fastidio da parte della moglie, si mette subito a disposizione del comandante per condurre le indagini. Intanto anche i due ladri conducono delle indagini parallele e arrivano alla conclusione che il ladro molto probabilmente debba essere un membro dell'equipaggio, poiché era riuscito a penetrare nella cabina senza forzare la porta. Quella stessa notte Fantomius e Dolly preparano quindi una trappola per incastrare il vero autore del furto. Un misterioso individuo s'intrufola nella cabina del commissario, l'unica a non essere stata perquisita, ma con angoscia non riesce a trovare ciò che voleva. Improvvisamente si accende anche la luce e Fantomius smaschera il colpevole ovvero il capitano della nave, colui che la sera del furto era entrato nella cabina del commissario per chiedere il suo aiuto. Poco dopo arriva anche il commissario Pinko che ascoltando la confessione del capitano, vorrebbe approfittare dell'occasione per arrestare entrambi i ladri, ma Fantomius come sempre riesce a sfuggirgli portando con sé la vera collana.

### Brutfagor(2975)
Lord Quackett e la sua fidanzata Dolly Duck si sono concessi una vacanza lontano da Paperopoli nella elegante Parigi d'inizio secolo.
Durante una visita allo storico quartiere di Montmartre, in un mercatino scoprono la statuetta di Brutfagor, la divinità dell'inganno. Il commerciante, visto il loro interesse racconta loro delle strane apparizioni che si sono verificate recentemente al museo del Louvre per opera proprio di Brutfagor o il fantasma del Louvre (parodia di Belfagor, il fantasma del Louvre). La coppia è subito incuriosita dal mistero e incomincia a cercare maggiori informazioni riguardo alle apparizioni. Durante la loro ricerca, in un negozio di antiquariato il cui proprietario sostiene di aver visto lo spettro, incontrano Hercule Paperot, celebre investigatore belga, anche lui sulle tracce dell'evanescente Brutfagor. La notte Fantomius e Dolly Paprika penetrano nel museo per svelare il mistero e proprio mentre stanno esaminando la statua della misteriosa divinità, appare il fantasma. I due si mettono immediatamente alla sua ricerca, ma lo spettro sparisce. La fortuna di Fantomius fa aprire un passaggio segreto che conduce nei sotterranei: il covo di Brutfagor. Seguendo il passaggio la coppia fuoriesce proprio nel retrobottega dell'antiquariato sosteneva di aver visto il fantasma. La notte successiva Dolly e Fantomius bloccano il passaggio segreto cosicché Brutfagor non possa più scappare e rimanga bloccato nel museo. Hercule riesce a bloccare lo spettro e a smascherarlo svelando finalmente il mistero: il commerciante era alla ricerca del tesoro perduto di Brutfagor e aveva inscenato il mistero per poter agire indisturbato. Intanto la coppia di ladri ne approfitta per rubare la maschera della statua di Brutfagor, il vero tesoro dello spettro; nessuno aveva mai intuito che fosse sotto gli occhi di tutto. Per la coppia tenebrosa la vacanze sono terminate e ritornano negli Stati Uniti a bordo di un dirigibile su cui ha un posto riservato anche Hercule Paperot, diretto a Paperopoli per arrestare Fantomius.

### Silenzio in sala(2994)
Lord Lamont John Quackett e Dolly Duck sono al cinema ad assistere al nuovo film dedicato al personaggio di Fantomius. Al termine dello spettacolo i due attori che interpretano la coppia criminale annunciano al pubblico di essere al lavoro su un'altra pellicola dedicata sempre ladro gentiluomo, in cui utilizzeranno lo smeraldo più prezioso al mondo. Incuriositi da tale notizia i veri Fantomius e Dolly Paprika si recano agli studi di Hollywood, dove, spacciandosi per controfigure, riescono a rubare lo smeraldo. Il Commissario Pinko però si accorge del furto e cerca di arrestare il suo avversario, ma come ogni volta questo riesce a sfuggirgli. Sulla strada verso casa Dolly si accorge che il prezioso è un falso, così i due ladri si recano a casa dell'attrice che impersonava Dolly Paprika sul set. Nella villa scoprono che è stata la controfigura della diva a rubare il gioiello, ma riescono a smascherarla e a impossessarsi della refurtiva. Pinko, come sempre giunge tardi, riesce ad arrestare la controfigura, ma non Dolly e Fantomius, che soddisfatti del loro bottino, fanno ritorno a Paperopoli.

### La maledizione del Faraone(3036)
In Egitto la spedizione archeologica patrocinata da Lord Papervon e guidata dallo studioso Howard Paper è riuscita a catalogare tutti i reperti recuperati dalla tomba del faraone Tutanquackmon, che verranno presto esposti al Museo di Paperopoli. La notizia viene presto comunicata in città e anche Lord Quackett ne viene a conoscenza e subito si propone di tentare un ardito colpo nei panni di Fantomius.
Sul tesoro del faraone sembra però che gravi una terribile maledizione, infatti numerosi membri della spedizione, durante la notte sono stati perseguitati dalla mummia dell'antico sovrano. Dolly cerca di scoraggiare il suo compagno, ma il ladro gentiluomo, pregustando l'avventura non si tira assolutamente indietro. Tempo dopo la giovane coppia, accompagnata dall'amico Copernico, si reca in visita al museo, dove sono appena stati esposti i preziosi reperti. Il bisnonno di Archimede incontra Howard Paper, archeologo della spedizione e suo amico di vecchia data. Paper fa da cicerone ai tre protagonisti, ma durante la visita rimane profondamente colpito dalla presenza di un vaso d'oro, che secondo lui non era contenuto all'interno della tomba del faraone. In quel momento arriva il Commissario Pinko, che spiega di averlo trovato tra la refurtiva di un ladruncolo e averlo consegnato al museo. Tornati a casa, Copernico osserva, sul giornale, la fotografia scattata il giorno della scoperta e si accorge che il suo amico Howard Paper aveva mentito: si vede chiaramente il vaso in primo piano. Quella notte Fantomius, sempre più affascinato dal mistero, penetra nel museo, dove incontra la terrificante mummia del faraone, che è Howard Paper travestito, che trovandosi alle strette confessa i suoi misfatti. Dopo essere entrato nella tomba aveva trovato un prezioso papiro, che indicava l'ubicazione di un favoloso tesoro. Aveva così nascosto la mappa all'interno di un vaso, ma il reperto era stato rubato da uno degli operai, perciò aveva ideato la leggenda della mummia. La notte si travestiva e s'introfulava nelle abitazioni dei partecipanti alla spedizione, sperando di recuperare il prezioso vaso. Fantomius, dopo la confessione, riesce a sfuggire a Pinko e ritorna a Villa Rosa. Copernico riesce a decifrare il papiro, che indica l'ubicazione di una ricchissima miniera d'argento, metallo che per gli antichi egizi aveva un valore inestimabile.

### L'ottava meraviglia del mondo(3037)
A Paperopoli viene divulgata la notizia che un regista cinico, eccentrico e poco affidabile di nome Carl Denquack (parodia di Carl Denham), presenterà l'ottava meraviglia del mondo, un tesoro d'inestimabile valore rinvenuto durante la sua ultima spedizione all'Isola del Teschio. Lord Quackett, accompagnato da Dolly e Copernico si reca a teatro per assistere alla presentazione, a cui partecipa tutta la crema di Paperopoli, compresi il Commissario Pinko, sua moglie Adelaide e addirittura i genitori e la zia materna di Paperino (Quackmore, Ortensia e Matilda). Il regista stupisce tutto il teatro presentando uno scimmione dalla mole gigantesca di nome Gong (parodia di King Kong), che lui è riuscito ad addomesticare. Tuttavia i flash fotografici dei giornalisti spaventano la bestia, che senza più controllo incomincia a distruggere il teatro. Gong, colpito dalla bellezza di Dolly Duck (nello stile di Ann Darrow), la rapisce e si arrampica sull'Empire Duck Building, il più alto grattacielo di Paperopoli. Lord Quackett, dopo essersi calato nei panni del suo alter ego, si lancia in soccorso della sua compagna, proprio mentre l'aviazione militare paperopolese sta per attaccare il gorilla. Fantomius, portando in braccio Dolly, si lascia inseguire da Gong e giunge sino al porto di Paperopoli dove Copernico lo sta aspettando con il Fantomarino, un poderoso mezzo subacqueo. I tre protagonisti riportano Gong nel suo habitat naturale e anche il commissario Pinko approva il loro gesto generoso e dell'unico furto del ladro gentiluomo.

### Fantomius sulla neve(3039)
Lord Quackett e DollyDuck sono a sciare a Picco Cupo rinomata località sciistica nei dintorni di Paperopoli, dove il ladro gentiluomo ha una sua residenza privata: la Casa dell'Ermellino. Mentre si sta dilettando in un'impervia discesa Lord Quackett incontra l'investigatore Hercule Paperot, che è giunto apposta dal Belgio per dare la caccia a Fantomius. La baronessa de' Cialtroni terrà una suntuosissima festa di compleanno e sia Paperot sia il Commissario Pinko temono che il Fantomius possa approfittare del ricevimento per derubare la crema di Paperopoli. Intanto Copernico è andato in perlustrazione e ha scoperto che per intrattenere gli ospiti, il barone si travestirà da Fantomius iscenando un furto ai danni della moglie, per poi farsi catturare da Pinko. Approfittando della recita, Fantomius si sostituisce al barone e ruba una preziosa parure di diamanti e riesce anche a seminare Pinko e i suoi poliziotti, che si erano lanciati al suo inseguimento. Tuttavia Hercule Paperot aveva sospettato un possibile furto e quindi aveva preventivamente messo al sicuro i gioielli in un'altra cassaforte, che orgogliosamente consegna alla baronessa. La miliardaria in realtà è Dolly Paprika travestita, che si era sostituita alla padrona di casa per tutta la sera, dopo essersi spacciata per cameriera e aver narcotizzato la vera baronessa. La notizia della sconfitta di Hercule Paperot raggiunge anche Londra, dove Paper Holmes (parodia di Sherlock Holmes) e il suo fedele aiutante Dottor Duckson (parodia del Dottor Watson) la commentano nel loro salotto di Baker Street.

### La maschera di Fu Man Etchù(3072)
Lord Lamont John Quackett, la sua fidanzata Dolly Duck e il suo fido assistente Copernico Pitagorico si sono recati in Cina e più precisamente a Pechino per portare a termine un furto ai danni del museo archeologico cittadino. L'obiettivo è la Maschera di Gengis Ghatil mitico condottiero mongolo che nel XIII secolo sottomise la quasi totalità dell'Asia. Secondo la leggenda tale maschera concede a chi la indossa un potere sovrumano ed è proprio questo potere a interessare il dottor Fu Man Etchù (parodia del dottor Fu Manchu), un diabolico criminale dei bassifondi pechinesi. Egli, preoccupato dell'interesse che Fantomius potrebbe avere nei confronti della maschera, ordina al suo miglior agente, Lady Senape, di rubarla quella notte stessa. Quella notte la ladra, vecchia compagna nonché fidanzata di Fantomius, si introduce nel museo, ma viene battuta da Dolly Paprika, che assieme a Fantomius riesce a rubare il monile. Lady Senape non si arrende facilmente e precede la coppia nell'albergo dove sono alloggiati, rapendo il loro amico Copernico: lo libererà solo in cambio della maschera. Jen Yu alias Lady Senape dà loro appuntamento in un teatro cittadino e i due paperi non possono che accettare lo scambio che gli viene imposto. Dopo che gli hanno consegnato la maschera, Lady Senape si avvia nei bassifondi pechinesi per mostrarla al suo padrone e liberare Copernico, tuttavia non si accorge che la tenebrosa coppia criminale la sta pedinando. Purtroppo Dolly e Fantomius vengono scoperti e rinchiusi in stanze dove subiranno una lenta morte per agonia, dalle quali fortunatamente riescono a scappare. Dopo uno scontro con Fu Man Etchù e i suoi scagnozzi i due riescono a recuperare la maschera e a liberare Copernico. Una volta rientrati a Villa Rosa lo scienziato non è affatto tranquillo infatti Lady Senape conosce le loro vere identità e potrebbe cercarli per avere la sua inutile vendetta. Tuttavia sembra che nello scontro finale con Fantomius la ladra cinese abbia perso la memoria e, almeno finora, non sappia chi siano i suoi avversari paperopolesi.

### Il bottino dei Baskerville(3073)
John Quackett e Dolly Duck sono su un treno diretti verso il Devonshire; durante il viaggio fanno la conoscenza di Henry Barkserville e del Dottor Duckson, che si stanno dirigendo nella loro stessa direzione. John è un caro amico di Carl Barkserville e sta andando a fargli visita, ma Henry lo informa che sfortunatamente suo cugino non vive più nei possedimenti di famiglia. Alcuni mesi fa è scappato per paura della maledizione che grava sulla famiglia Barkserville. Pare che un feroce e possente mastino fantasma perseguiti tutti i membri della famiglia per impedirgli di ritrovare il tesoro degli antenati. Arrivati a destinazione John e Dolly decidono di accettare l'invito di Henry e si fermano per alcuni giorni nella residenza dei Barkserville, sperando di riuscire a trovare il tesoro di famiglia. John, mentre Dolly dà un'occhiata alla villa, accetta di passeggiare per la brughiera con Henry e il dottore e durante la passeggiata fa la conoscenza degli unici due inquilini che si trovano nelle vicinanze della proprietà: un burbero contadino e un eccentrico naturalista appassionato di farfalle. Quella notte i due ospiti, calati nei panni di Dolly Paprika e Fantomius, vagano per i corridoi della villa alla ricerca di un eventuale passaggio segreto, ma la loro ricerca viene interrotta dall'arrivo del maggiordomo. Quest'ultimo prende con sé una borsa e si avvia nella brughiera. I due ladri insospettiti da tale comportamento decidono di pedinarlo, ma vengono sorpresi da Paper Holmes, che da giorni è nascosto nella brughiera per tentare di risolvere il segreto dei Barkserville. Fantomius e Dolly riescono a fuggire cogliendo l'unico attimo di distrazione dell'abile detective. La mattina seguente Holmes si presenta alla villa e informa gli ospiti delle sue indagini, asserendo che il colpevole è sicuramente il contadino misantropo e scontroso che vive nei pressi della proprietà. Duckson e Holmes ordiscono una trappola per cogliere sul fatto il contadino e così Fantomius e Dolly Paprika ne approfittano nuovamente per cercare di esplorare la villa. John e Dolly trovano un forziere in cui è nascosta una mappa che indica che il forziere è nascosto nella palude. Rinvengono anche il ritratto dell'antenato dei Barkserville che è identico al naturalista. Essi comprendono che anche l'entomologo è un Barkserville e vuole terrorizzare sir Henry per poter rivendicare il tesoro di famiglia. Fantomius si lancia in soccorso del loro anfitrione, mentre Dolly recupera il tesoro e cattura il criminale. Il giorno dopo Holmes riferisce a Henry come si sono svolti i fatti, prendendosi tutti i meriti dell'indagine, che dichiara essere chiusa. Al termine del soggiorno Duckson e Holmes fanno rientro a Londra e l'investigatore confida al suo assistente che Lord Quackett è Fantomius.

### Il tesoro del Doge(3075)
Dolly e John Quackett sono a Venezia per concedersi un soggiorno romantico nella città della Laguna in occasione dei festeggiamenti del Carnevale. Hanno deciso di fare lo stesso il commissario Pinko e sua moglie Adelaide. Le due coppie si incontrano al celebre casinò cittadino, la casa da gioco più antica del mondo. La sera successiva il Duca Grimani, esponente di spicco della nobiltà veneziana nonché parente di Adelaide, dà una festa in maschera a cui sono invitati John e Dolly. Anche Pinko e sua moglie, in quanto parenti del padrone di casa, sono presenti. Durante la serata i due ladri creano un piccolo diversivo per impossessarsi del corno d'oro di Marino Grimani l'89º doge della Repubblica di Venezia.
Pinko si accorge del furto e cerca di inseguire i ladri, ma la tenebrosa coppia riesce a sfuggirgli a bordo di una gondola a motore modificata da Copernico. Dopo essere sfuggiti al commissario, Dolly e il suo compagno hanno tempo di esaminare con attenzione il corno che hanno sottratto. All'interno c'è incisa un'iscrizione in dialetto veneziano: "soto le secrete i sete i spetan sospirando". Si tratta di indizio che conduce all'ubicazione dove sono nascosti i sette simboli d'oro del potere dogale; il tesoro che i due ladri stanno cercando a Venezia. Fantomius capisce che l'enigma fa riferimento al Ponte dei Sospiri, che fu costruito proprio dal doge Marino Grimaldi e che collega il Palazzo Ducale alle Prigioni. Giunto al ponte, Fantomius trova un passaggio segreto nascosto sott'acqua, che conduce a una stanza dov'è nascosto il tesoro del Doge. Quando il ladro gentiluomo fa ritorno in superficie assieme al bottino, scopre che una misteriosa organizzazione chiamata i Guardiani di Venezia ha manovrato fin dall'inizio le sue azioni affinché trovasse il tesoro. I Guardiani hanno persino rapito la vera Dolly sostituendola con una papera delle loro file per controllarlo meglio. Fantomius consegna loro il bottino per liberare la sua amata. Eseguito lo scambio i Guardiani si allontanano senza sospettare nulla, così Fantomius può rivelare di essersi accorto subito che la papera che era con lui non era la sua compagna, perché la papera che ama è una sola ed è unica. Così è rimasto al gioco dei suoi avversari solo per avere l'occasione di liberare Dolly Paprika e nel sacco che ha consegnato loro non ha messo i simboli del potere dogale, ma solo cianfrusaglie. Fantomius tuttavia è rimasto molto turbato dall'accaduto. I Guardiani di Venezia hanno elaborato un piano articolato e complesso e sapevano con esattezza del loro soggiorno nella Laguna. Quindi qualcuno conosce le loro identità segrete, ma lo stile con cui è stato elaborato il piano, porta Fantomius a cancellare Lady Senape dai sospettati. Intanto il misterioso capo della Setta dei Guardiani di Venezia scopre che Fantomius li ha ingannati e promette di vendicarsi. Contemporaneamente dall'altra parte del mondo un misterioso personaggio sta facendo ritorno a Paperopoli a bordo di un transatlantico dopo anni di assenza.

### Il nobile dietro la maschera(3107)
Nel 1895 John Quackett è un paperotto di soli dieci anni e ha il solito diverbio con il padre Lord Andrew Quackett circa l'obbligo di partecipare alle feste mondane in maschera che spesso organizzano i nobili londinesi. La madre Marie Lamont, anche lei insofferente per tali eventi formali, gli consiglia di fare buon viso a cattivo gioco, ma John non è il tipo da scendere a compromessi e viene messo in punizione dal padre. Molti anni dopo nel 1910 a Paperopoli, John ormai adulto, sta nuovamente partecipando a una festa in maschera, nonostante avesse giurato il contrario. Egli però non partecipa all'allegria generale, rimanendo in disparte a rimuginare su uno strano furto di un rubino avvenuto la notte precedente ai danni del Conte Quattrocchi. La festa viene interrotta da strano individuo, che insiste per parlare con padrone di casa, ma proprio quest'ultimo, dopo averlo deriso davanti a tutti, lo caccia in malo modo. Lord Quackett incuriosito dallo strano personaggio lo raggiunge, scoprendo che si tratta dell'inventore Copernico Pitagorico a cui il Barone Von Duck, il borioso padrone di casa, aveva commissionato un apparecchio in grado di aprire qualsiasi cassaforte. Copernico invita John nel suo laboratorio e tra i due nasce immediatamente una profonda simpatia, ma la serata viene bruscamente interrotta dall'arrivo della Polizia. L'ispettore Pinko arresta Copernico con l'accusa di aver rubato un diamante dalla villa del Barone Von Duck e anche quello del Conte Quattrocchi la sera precedente. Misteriosamente infatti il diamante del Barone Von Duck viene trovato nelle tasche del camice dello sprovveduto e ingenuo inventore. Deciso a scoprire il mistero, smascherare il vero ladro e scagionare il suo nuovo amico, Lord Quackett decide d'introdursi segretamente nella villa del Barone Von Duck sicuro. Per portare a termine il suo piano John Quackett decide di utilizzare alcuni dei marchingegni trovati nel laboratorio di Copernico. Tuttavia non può correre il rischio di essere riconosciuto e di mettere a rischio il suo buon nome. Coi ricordi ritorna indietro di molti anni, quando il fratello Henry lo esortava a non disprezzare così tanto le maschere, perché a volte queste vengono usate per proteggere e non per nascondere. Così con in testa le parole del fratello John si traveste per la prima volta da Fantomius e si lancia nella notte. Raggiunta la villa del Barone Von Duck, scopre che era stato proprio lui a rubare il diamante del Conte Quattrocchi e successivamente aveva finto il furto anche del suo prezioso gioiello per essere al di sopra di ogni sospetto. John avvisa l'ispettore, che giunge repentinamente per assistere a quella che è la prima impresa di Fantomius. Definitivamente scagionato Copernico viene liberato il giorno successivo e John lo mette a conoscenza del suo progetto e lo invita a trasferirsi da lui a Villa Rosa. Incomincia così la loro lunga amicizia e collaborazione criminale.

### Gli anelli di Cagliostro(3108)
Nel 1914 nei dintorni di Vienna Fantomius e Lady Senape alias Jen Yu stanno per scappare dal castello del Duca Von Ducon, dopo essersi impossessati dei leggendari anelli di Cagliostro che nascondono l’indicazione per trovare un prezioso tesoro. Nel momento della fuga Jen Yu decide di rompere il fidanzamento con il suo complice, scappando da sola con gli anelli. Tuttavia i preziosi erano dei falsi. Molti anni dopo, nel 1922, John Quackett e Dolly Duck tornano in Austria per cercare nuovamente il leggendario tesoro. Si recano alla villa del Barone Von Bon sede di un congresso di tesaurologia al quale partecipa anche Jen Yu, spacciandosi per una lontana discendente di Cagliostro, il famoso alchimista italiano. Durante la conferenza vengono presentati gli anelli d’oro del Conte, che vengono abilmente sottratti da Jen Yu. Sfortunatamente la ladra non riesce a tradurre le indicazioni che sono incise su ogni monile. Nell'impresa, invece, riescono Fantomius e Dolly, dopo aver sottratto i preziosi alla loro avversaria. Le indicazioni suggeriscono che il nascondiglio sia il maniero del Duca Von Ducon in cui anni prima Fantomius e Lady Senape rubarono i falsi anelli. Jen Yu è la prima a giungere al castello, trovando un altro indizio negli anelli che sorreggono le tende alle finestre. Questi riportano in dicitura latina sursum corda che significa in alto i cuori. Quindi il Duca Von Ducon si ricorda che sulla torre destra del castello ci sono incisi due cuori spezzati e perciò il tesoro deve essere nascosto lì. In quel momento il complice di Jen Yu estrae la pistola e confessa di essere in realtà al soldo del Barone Von Bon il quale ha sempre saputo del piano di Lady Senape e di averla sfruttata per impadronirsi del tesoro. I due abbandonano gli altri personaggi, ma non riescono a trovare il tesoro perché Fantomius se n'era precedentemente già impadronito. Jen Yu da prima cerca nuovamente di sedurre Fantomius proponendogli di tornare insieme, poi ruba il sacchetto con le monete al ladro gentiluomo e si dilegua. Per fortuna il ladro paperopolese, intuendo le mosse della sua vecchia compagna, aveva sostituito il tesoro con dei vecchi bottoni. Lady Senape porta soddisfatta il bottino al suo vero mandante che altri non è che il temibile capo della Setta dei Guardiani di Venezia. Con loro profondo disappunto scoprono che Fantomius li ha giocati ancora una volta. Il Guardiano Supremo si toglie la maschera e giura di vendicarsi. Il suo vero aspetto è molto simile a quello di Copernico Pitagorico e lui stesso dice di chiamarsi Pitagorico. Come si scopre nell'episodio successivo egli è Cartesio Pitagorico, fratello gemello di Copernico.

### Il tesoro di Francis Drake(3139)
Nel 1585 Francis Drake, dopo essere stato derubato di una parte dell'oro catturato attraverso la sua attività di corsa, tornava a Nuova Albione, la moderna Paperopoli, per vendicarsi di Richard Quackett, l'artefice del furto. Nel 1922 John Quackett, l'ultimo discendente del Duca Pazzo, sta organizzando assieme a Dolly Duck l'ennesimo furto ai danni della nobiltà paperopolese, quando una modella di alta moda si presenta alla porta di Villa Rosa. L'indossatrice si trova in uno stato di forte preoccupazione e racconta di essere stata appena liberata da alcuni uomini che l'avevano sequestrata per rubarle il vestito di diamanti che stava provando per una sfilata. John contatta immediatamente la polizia. L'ispettore Pinko ricostruisce gli avvenimenti e i sospetti si posano sul Conte di Malasorte, infatti la modella riconosce lo studio del Conte come il luogo dove è stata tenuta prigioniera. John, la cui famiglia è amica di lunga data di quella dei Malasorte, non è convinto della colpevolezza del conte e quella notte prosegue le indagini nei panni di Fantomius. In compagnia di Dolly Paprika esplora il vecchio maniero del suo avo e trova una stanza segreta arredata in maniera identica allo studio del conte. Nella stanza Fantomius trova un resoconto della spedizione di Francis Drake lungo le coste americane. Dalla lettura apprende che il suo avo fu il primo ladro gentiluomo della storia, rubando alla regina Elisabetta d'Inghilterra e rifugiandosi nel Nuovo Mondo dove distribuì parte del bottino ai più bisognosi. Richard Quackett tuttavia dovette scappare quando il suo ex-capitano, Francis Drake, tornò in America per cercare di recuperare l'oro. Richard consegnò un suo ritratto al suo amico Conte di Malasorte e lasciò il Calisota. John e Dolly tornano alla residenza dei Malasorte per recuperare il ritratto del Duca Pazzo, ma vengono sorpresi da Howard Drake, discendente del corsaro inglese, che sta cercando di recuperare il famoso oro. Messo alle strette John rivela che il tesoro si trova al Castello delle Tre Torri, un altro vecchio maniero fatto edificare da Richard Quackett. Dopodiché John avvisa la polizia e Howard viene arrestato senza che sia riuscito a recuperare il tesoro. L'oro in realtà si trovava dietro la tela del quadro come suggeriva la frase Art est celare artem. Alla fine della storia si scopre che le difficoltà vissute da John e dal Conte di Malasorte sono state organizzate da Cartesio Pitagorico, il fratello gemello cattivo di Copernico, che sta cercando di raggiungere la sua vendetta.

### Fantomius d'Egitto(3142)
Nel 1916 il ricco Henry Quackett scomparve nel nulla durante un viaggio di studio per il mondo. Andrew Quackett e Marie Lamont non si diedero per vinti e organizzarono delle ricerche per ritrovare il figlio, ma senza ottenere risultati. Nel 1922 John Quackett e Dolly Duck hanno finalmente l'occasione di andare in Egitto. Essi stanno seguendo le indicazioni di una mappa, rubata in una delle loro precedenti avventure, che dovrebbe condurli a una miniera d'argento. Giunti a Il Cairo, cercano una guida, ma nessuno sembra disposto ad accompagnarli nella regione da loro desiderata, perché si vocifera che si tratta di una zona misteriosa dove le persone spariscono nel nulla. Solo una guida di nome El Duck, dietro lauto compenso, si decide ad aiutarli. Durante la traversata, Dolly e John vengono abbandonati dalla loro guida, che successivamente, con l'aiuto dei suoi uomini, cerca di catturarli. Tuttavia John aveva già previsto tutto e così El Duck si trova davanti a Fantomius e Dolly Paprika, di cui è un grande ammiratore. Nell'accampamento di El Duck i due paperi mascherati trovano il diario di viaggio di Henry Quackett e questo li convince maggiormente a cercare la miniera d'argento. Il giorno successivo John e Dolly riescono a trovare il giacimento, ma vengono catturati dalle guardie della sovrana Antinea. Ella è la regina di Atlantide, che contrariamente a quanto si pensa non fu sommersa dall'acqua, ma dalla sabbia del Sahara. Il consigliere della regina è Henry Quackett, che dopo aver riconosciuto il fratello gli racconta di aver trovato questo regno segreto e aver deciso di fermarsi per amore di Antinea. Henry aiuta i due ladri a scappare, sapendo che la regina si arrabbierà con lui, ma al contempo lo perdonerà. Dopo quest'avventura Fantomius e Dolly sono pronti per tornare a casa. Intanto a Paperopoli Paperon de' Paperoni è finalmente tornato dai suoi lunghi viaggi d'affari e vuole proteggere il Deposito dai ladri mascherati che imperversano in città, sfruttando l'aiuto di Cartesio Pitagorico.

### Il ladro e il miliardario(3145)
Nel 1912, Paperon de' Paperoni si trova sul Titanic in possesso del rubino striato. Mentre Cartesio Pitagorico rimugina l'intento di rubare il rubino striato a Paperone, quest'ultimo lo scambia per il nipote Cacciavite Pitagorico (nonno di Archimede Pitagorico, che conobbe nel 1880), e così Paperone fa amicizia con Cartesio. Nel 1922, Cartesio si presenta a casa di Lord John Lamont Quackett con l'intento di sfidare il fratello, Copernico Pitagorico, e mettere alla prova le abilità del famoso ladro gentiluomo, di cui conosce l'identità grazie alle rivelazioni di Lady Senape, a superare le sue difese installate al Deposito di Paperon de' Paperoni, su richiesta del noto miliardario tornato in gran segreto a Paperopoli, rubandogli il rubino striato. Una volta soli Copernico racconta all'amico che la rivalità tra lui e Cartesio nacque all'università, dove a causa della scorrettezza di Cartesio, che era molto invidioso di lui e spaccone, venne espulso. La mattina dopo, Dolly prende il posto di Miss Paperett, scoprendo così grazie a dei tappi auricolari, inventati da Copernico, ogni segreto delle difese installate da Cartesio e riuscendo a scattare delle foto all'interno della sala del denaro. Fa così vedere le foto a John, che riesce a penetrare nel deposito grazie alla lucerna che Dolly, travestita da Miss Paperett, ha regalato a Paperone. Fantomius riesce a superare ogni ostacolo senza difficoltà fino a raggiungere il caveau con l'oro ma una volta dentro rimane intrappolato. Fuori intanto Cartesio, che immaginava che Fantomius avrebbe cercato di scoprire i sistemi di difesa, scappa via con il rubino striato di Paperone a bordo dell'aliante con cui il ladro gentiluomo è arrivato. L'allarme scatta è il Commissario Pinko dà la colpa del furto a Fantomius che nel frattempo è riuscito a liberarsi. In suo soccorso arriva Copernico che svela all'amico che grazie a un dispositivo di rivelazione posto nelle sue invenzioni ha capito che era nei guai e che ora, grazie a questo dispositivo, sa dove si trova suo fratello. I due giungono fino al Castello delle Tre Torri, dove Cartesio si nasconde, riuscendo a fermare i suoi diabolici piani e mettendolo in fuga. Recuperato il rubino striato Fantomius decide di restituirlo al suo proprietario poiché da buon ladro gentiluomo non può tenere una cosa non rubata da lui. Poco più tardi Paperone ritrova il rubino striato assieme a una cinepresa in cui sente la voce di Fantomius (in realtà l'audio esordì al cinema solo nel 1927) che dice che finché il deposito sarà in mano alle sorelle, Ortensia de' Paperoni e Matilda de' Paperoni, non farà niente, ma quando ritornerà a Paperopoli non ci sarà nessuna difesa che potrà fermarlo e che gli ruberà anche il materasso mentre ci dorme sopra. Preoccupato Paperone si appresta a partire immediatamente. Paperone ritornerà in città solo dieci anni dopo quando Fantomius avrà appeso la maschera al chiodo non immaginando che nel suo diario lascerà scritto un messaggio per il suo futuro erede invitandolo a mantenere la sua promessa fatta di rubare il materasso a Paperone mentre ci dorme sopra.

### Dolly Paprika (prima parte)(3194)
1913, Paperopoli. La giovane Dolly Papera e l'amica Lucrezia stanno provando i costumi per la festa in maschera che si terrà quella sera stessa anche se Dolly non è molto contenta del costume scelto per lei da sua madre e di partecipare alla festa. Di parere opposto sembra essere invece Lucrezia convinta che la festa possa essere l'occasione giusta per incontrare i loro principi azzurri. Dolly tuttavia non vuole nessuno di quei nobili noiosi bensì un uomo speciale così tra scherzi tra amiche Lucrezia, vestita da maga, predice a Dolly che un giorno il suo destino s'incrocerà con quello di un papero in maschera: il ladro Fantomius. Poco dopo Dolly si allontana dall'amica per dirigersi, seppur controvoglia, alle sue consuete lezioni di ballo tenute da sua madre, Samantha Paperone una papera dal carattere piuttosto rigido e inquadrato. Quella sera, alla festa in maschera, Dolly fa il suo primo incontro con Lord John Lamont Quackett, un nobile papero che sembra condividere molte cose con Dolly. Paperopoli, sette anni dopo. Lucrezia e Dolly sono ancora all'ennesima festa da ballo e Dolly continua a respingere ancora i suoi nobili pretendenti pensando ancora a quel John Quacket che tanto l'aveva affascinato ma mai più incontrato da allora. Volendo prendere una boccata d'aria Dolly si dirige verso il terrazzo finché un rumore proveniente dallo studio la spinge a cambiare direzione. È qui che incontra Fantomius intento a rubare i gioielli della contessa. Dopo aver ascoltato i nobili intenti, tanto da riconoscere le parole di qualcuno che aveva già incontrato in passato, del ladro gentiluomo Dolly resta tanto estasiata dalle sue gesta da non dare nemmeno l'allarme che Fantomius si trova alla villa lasciandolo scappare con tutta la refurtiva. Prima di andar via su richiesta specifica di Dolly Fantomius ammette che potrebbero ancora rivedersi in futuro. Nelle settimane successive i furti di Fantomius procedono senza sosta mentre Dolly ha ormai ripreso la sua vita finché un giorno l'amica Lucrezia non le comunica di aver perso il suo prezioso gioiello di famiglia, la volpe rossa, a causa di un grosso debito col nobile Sig. Desdquack. Dolly intenzionata a recuperare il prezioso gioiello dell'amica decide quindi d'intervenire personalmente.

### Dolly Paprika (seconda parte)(3194)
Al castello di Duckermensil, di proprietà del Signor Dedsquack, dove Dolly ha intenzione di recuperare la volpe rossa (esposta tra vari cimeli del nobile papero), ritrova John Quackett. Entrambi giunti per un sopralluogo del posto vengono a conoscenza di un antico libro che contiene la mappa che raffigura il tracciato di un sotterraneo segreto grazie al quale è possibile accedere alla sala dei tesori in cui si trovano senza far scattare nessun allarme. Quella notte Fantomius entra in azione utilizzando le conoscenze apprese sul sotterraneo ma giunto alla sala del tesoro scopre che qualcun altro l'ha preceduto rubando la volpe rossa. Poco dopo scopre che il misterioso ladro non è altri che Dolly Papera che una volta raccontatagli la storia della volpe rossa riceve quindi tutto l'aiuto possibile dal ladro gentiluomo. Dolly Papera spiega a Fantomius di non essere mai uscita dal castello e che per scappare avrebbe usato il sotterraneo segreto scoperto da lui essendo sicuro che lui avrebbe sicuramente accettato la sfida lanciatagli da Desdquack quando Quackett durante la festa aveva preventivato l'ipotesi di un furto alla villa, visto che Dolly sapeva benissimo chi si cela dietro la maschera di Fantomius. Grazie al libro rubato alla biblioteca Fantomius e Dolly riescono a risolvere ogni enigma dell'intricato sotterraneo e a svignarsela col bottino. Fuori dal sotterraneo ad attenderli c'è Copernico Pitagorico pronto con auto. Fantomius propone a Dolly di diventare sua partner cosa che lei accetta molto volentieri. Qualche sera dopo Dolly, con un nuovissimo costume, consegna la volpe rossa alla sua amica Lucrezia la quale chiede alla papera in maschera chi lei fosse. Dolly si presenta all'amica con il nome Dolly Paprika.

### Notre Duck(3210)
Paperopoli, 1924, cattedrale di Notre Duck. Attorno a essa sono fiorite misteriose leggende come quella di un misterioso Fantasma della Cattedrale che si aggira in maniera sinistra sul luogo. Nella loro residenza Lord John Lamont Quackett e Dolly Papera stanno leggendo un giornale che riporta di vari furti attribuiti a Fantomius. John che sa benissimo di non aver commesso nessuno di quei colpi che riporta il giornale, assieme alla sua amata Dolly Papera, incomincia a domandarsi chi in questi giorni gli stia fregando il lavoro. Quella notte stessa Fantomius e Dolly Paprika decidono di tentare un colpo al museo ma all'arrivo nella sala in cui è contenuto il gioiello che devono rubare scoprono che questi è stato già rubato da un misterioso ladro vestito tutto di nero. I due decidono di inseguire il misterioso ladro dividendosi in due direzioni opposte, una volta fuori il museo, in modo da poterlo acciuffare senza troppi problemi. Nonostante ciò il misterioso fantasma nero riesce a fuggire senza troppe difficoltà lasciando Dolly e Fantomius alle prese con la polizia. Quella stessa notte il misterioso ladro fantasma si reca al porto dove consegna a un vecchio marinaio una valigetta dal contenuto misterioso. La mattina seguente a Villa Rosa Fantomius riceve una lettera minatoria dal fantasma misterioso che sembra conoscere bene sia la botola segreta del nascondiglio del ladro gentiluomo sia la sua vera identità. Dopo aver escluso dalla lista dei sospetti sia Cartesio Pitagorico sia Lady Senape, e convinti che i fantasmi non esistano. Lord Quacket e Dolly decidono di far ritorno al museo in cerca di indizi. Al museo scoprono che il ladro misterioso è fuggito in realtà attraverso le fognature e che si nasconde alla cattedrale di Notre Duck. Dopo aver attivato alcuni passaggi segreti, situati sotto la fontana dei desideri della cattedrale, Fantomius giunge in un cunicolo al cui interno sono custodite enormi ricchezze, tra cui una miniatura, fatta tutta con le monetine, di Notre Duck. Qui trova anche il ladro che colto di sorpresa si dà alla fuga. Durante l'inseguimento del ladro Fantomius scopre che quei cunicoli della cattedrale sono pieni di gente misteriosa nascosta. L'inseguimento si conclude grazie a Dolly Paprika che con l'aiuto dell'organo ferma il furfante nascosto al suo interno. Il ladro è costretto a togliersi la maschera. Fantomius e Dolly scoprono così che si tratta di Henry Quackett, fratello di John, visto l'ultima volta ad Atlantide a fianco della regina. Henry spiega che dopo il loro ultimo incontro la miniera d'argento situata sopra la città crollò portando numerosi disastri anche ad Atlantide. Così per ricostruire tutto erano necessarie numerose finanze. Henry decise quindi di tornare a Paperopoli per un sopralluogo scoprendo che i sotterranei di Notre Duck erano abbastanza ampi da ospitare gli atlantidei, ormai orfani di casa, facendoli arrivare tramite reti clandestine. I proventi dei furti servivano dunque proprio per pagare i marinai che compievano questi lunghi viaggi in mare con a bordo gli atlantidei ben nascosti. Henry confessa di non aver detto nulla a sua fratello poiché la regina di Atlantide aveva ordinato massima segretezza e di essersi camuffato dal Fantasma della Cattedrale, aiutato anche dagli atlantidei che contribuivano ad alimentare le leggende, per allontanare i ficcanaso. Contento di aver rivisto suo fratello Fantomius regala all'amico la parte di soldi mancante per rifondare Atlantide.

### Senza maschera(3225)
1924, Ocalulu, Isole Sandwich. John Quackett ha preso l'identità del conte Strariccon in cerca del contatto con cui il vero conte fa degli scambi illegali di soldi in cambio di diamanti. Una volta trovato il complice, un certo Mr. Smith, però lo scambio non va come previsto poiché John Quackett, mascherato, viene colto in flagrante dalla polizia che in gran segreto ha fatto degli accordi con Mr. Smith per poter arrestare il conte Strariccon. La polizia, che non sa che in realtà quello non è il vero conte, prova ad arrestare Fantomius che con grande agilità dopo essersi svincolato dagli agenti si tuffa in mare liberandosi sott'acqua del suo travestimento e risalendo la spiaggia come Lord Quackett. Dopo aver preso in prestito degli abiti da un bagnante Fantomius si procura una moto sottraendola al capo di una banda motociclistica di centauri. Intanto nello stesso momento il vero conte si presenta alla polizia annunciando di essere stato derubato della valigetta e che qualcuno ha preso il suo posto. La polizia del luogo dubitando che ci possa essere coinvolto Fantomius avvisa il Commissario Pinko. I piani procedono come previsto da John Quackett che decide che è giunto il momento di entrare in azione. Dopo aver acquistato un costume da marinaio e uno da Fantomius John si reca al porto, dove è in partenza una nave diretta a Paperopoli. Qui vestito da Fantomius si fa ben notare da due poliziotti per poi nascondersi all'interno della nave. In pochi minuti la nave è circondata dalla polizia pronta ad arrestare Fantomius ma John nel frattempo ha già indossato i panni di un marinaio che lavora sulla nave. Nei panni del nuovo personaggi avvisa tutti gli agenti che Fantomius si è nascosto in coperta. Liberatosi degli agenti Fantomius, sempre vestito da marinaio, corre alla centrale di polizia dove getta il panico tra gli ultimi poliziotti rimasti avvisandoli che Fantomius è travestito da agente. Con la stazione di polizia ormai sguarnita John Quackett recupera la valigetta coi diamanti e fa ritorno al porto. Qui ruba il motoscafo del commissario Pinko, appena giunto da Paperopoli, facendola in barba al suo acerrimo nemico. La polizia ritrova il motoscafo poco più lontano ma vuoto poiché Fantomius si è già dileguato grazie all'aiuto della sua amata e complice Dolly Paprika.

### La sfida di Fantomius(3237)
1924. I migliori detective del mondo e la più famosa scrittrice di gialli si ritrovano tutti al Museo delle cere di Paperopoli dopo aver ricevuto un misterioso invito da Fantomius. Ad accoglierli al museo c'è il professor Accakappa, il curatore del museo, che spiega loro che per la serata il museo sarà riservato a tutti loro. Sulla scena irrompe poco dopo anche Fantomius sostituendosi alla perfetta replica della sua statua in cera che annuncia una sfida in serbo per tutti i presenti che ha radunato. La sfida prevede che entro mezza notte il ladro gentiluomo ruberà qualcosa a ognuno di loro senza farsi scoprire o catturare e se ciò non dovesse avvenire chi riuscirà nell'impresa di sventare il crimine sarà riconosciuto come colui che ha incastrato Fantomius. Finito l'annuncio la luce salta e la statua di cera riprende il suo posto originale mentre Fantomius scompare nell'ombra. Subito dopo un urlo proveniente da un'altra stanza allerta i presenti. Paper Holmes conoscendo le ottime abilità di trasformismo di Fantomius propone a tutti di muoversi a piccoli gruppi in modo da eliminare le possibilità che il ladro gentiluomo possa assumere le sembianze di qualcuno di loro. Il detective Chick Paper e i suoi due assistenti decidono di andare a controllare la sala da dove proveniva l'urlo. Nei corridoi s'imbattono in Fantomius che gli sfugge poco dopo. Raggiunta la Sala Cinema scoprono però che l'urlo proveniva da un vecchio grammofono intuendo così che il ladro gli ha giocato un abile trucco per separare i presenti. Nella sala del crimine i detective preoccupati per le sorti degli altri che si sono allontanati, dopo aver udito un tonfo, decidono di andare a indagare anche loro. Paper Holmes e Alcmeone Pinko si dirigono verso la sala dei mostri dove al suo interno trovano numerose statue per terra. Intanto il Professor Accakappa e Hercule Paperot, all'interno della sala comandi, scoprono dal custode del museo che il professor Accakappa stesso, in realtà Fantomius travestito da lui, ha chiesto al custode di staccare le luci alle 22 in punto. Tornati tutti alla sala principale del museo la mezza notte scocca e come fa notare il Commissario Pinko nessun furto sembra essere stato commesso. E Miss Purple però a far luce sul furto di cui nessuno sembra essersi accorto di fatti a ognuno dei detective manca qualcosa di prezioso per loro. Con grande stupore di tutti Miss Purple si toglie la maschera è dietro al suo volto si cela quello di Dolly Paprika che svela che chi ha rubato gli oggetti non è altri che il Dottor Duckson, l'unico che si è potuto avvicinare a ognuno dei detective. Il Dottor Duckson è però Fantomius sostituitosi all'originale quando il Dottore è rimasto da solo nella sala del crimine con Miss Purple, cioè Dolly. Per spostarsi Fantomius spiega che utilizzava dei tunnel posti sotto le statue di cera. Spiega inoltre che la vera Miss Purple non è mai arrivata poiché nel suo invito era indicato un giorno diverso da quello degli altri detective. Fantomius però aveva in realtà un altro obiettivo quello di far scoprire ai detective la botola dove il professor Accakappa tiene un'attività clandestina in cui copia le maschere del ladro gentiluomo per rivenderle ai criminali che poi scompaiono nel nulla. I detective perdono dunque la sfida lanciata da Fantomius ma riescono ad arrestare il curatore del museo. Qualche sera dopo, mentre sono a tavola, Dolly Papera riceve una chiamata dalla sua cara amica Lucrezia che vuole presentargli il suo nuovo fidanzato.

### La notte delle gemme(3273)
1925, Paperopoli. Fantomius viene sfidato, radiofonicamente, dal conte Contini a provare a rubare le cinque gemme, ben custodite in sofisticate casseforti, che lui e gli altri quattro conti possiedono prima di essere vendute a un importante miliardario straniero. [Lord John Lamont Quackett che si trova ad ascoltare la trasmissione radiofonica proprio in quel momento non se lo lascia ripetere due volte decidendo di andare a fare un sopralluogo nelle ville dei cinque miliardari il giorno stesso. Prima di lasciarlo andar via Dolly ricorda al marito di non far tardi per la cena poiché avranno ospite l'amica Lucrezia e il suo nuovo fidanzato. Tornato appena in tempo per la serata John scopre che il nuovo fidanzato di Lucrezia non è altri che il conte che ha sfidato Fantomius dimostrandosi molto gentile, ingenuo e imbranato. A fine serata, andati via gli ospiti, Dolly chiede al marito di rinunciare al furto delle gemme poiché lei non deruberebbe mai il fidanzato della sua migliore amica. Lui acconsente ma decide, senza dire niente a Dolly, durante la notte di uscire per andare a rubare le altre quattro gemme. All'arrivo di Fantomius alle quattro ville però le casseforti sono già state svuotate da qualcun altro. La mattina seguente il giornale riporta la notizia del furto delle cinque gemme attribuendone la colpa a Fantomius. La notizia sconvolge Dolly che incomincia a pensare che il marito non abbia tenuto la parola data. John e Dolly vanno quindi a fare visita al conte Contini e Lucrezia per sostenerli e cercare di capire dal conte se quello che ha visto era proprio Fantomius. Lungo il tragitto del ritorno John spiega a Dolly come sono andati veramente i fatti. Quella sera Fantomius decide di intrufolarsi nella villa di Contini in cerca di indizi. Qui scopre alcuni documenti nascosti che contengono grossi investimenti in azioni petrolifere fatte dal conte dopodiché udendo dei rumori trova il conte intento ad allontanarsi dall'abitazione, in macchina, con fare sospetto. Seguendolo arriva fino al Faro di Capo Quack dove scopre al suo interno il conte e gli altri nobili proprietari delle gemme intenti a ordire una truffa vera e propria. Infatti dopo essere rimasti quasi sul lastrico dopo il fallimento della compagnia petrolifera sul quale avevano investito in azioni i cinque nobili furfanti hanno finto il furto delle gemme, attribuendone la colpa a Fantomius, per intascarne i soldi dell'assicurazione e guadagnare ulteriori soldi dalla vendita delle gemme al miliardario straniero. Fuori da Faro Fantomius viene sorpreso dall'agente mandato dal miliardario straniero che viene steso poco dopo da Dolly Paprika giunta in soccorso del suo amato e complice. Subito dopo Fantomius prende il posto dell'agente inviato dal miliardario per tirare un colpo basso ai nobili e mandare a monte il loro piano. Lo scambio viene effettuato ma nella valigetta che doveva contenere i soldi i nobili trovano un biglietto da visita di Fantomius. I nobili decidono di seguire quanto indicato sul biglietto e confessano i loro crimini alla polizia pur di non subire la vendetta di Fantomius. Quella mattina seguente Lucrezia rompe il fidanzamento con il conte dopo aver visto che era un lestofante mentre in Sud Africa si scopre che lo straniero interessato alle gemme era Cuordipietra Famedoro che è molto irritato e giura vendetta su Fantomius.

### I due vendicatori (prima parte)(3275)
Paperopoli in una notte fredda e tempestosa in cui nessuno uscirebbe di casa a meno di non essere costretto. Fantomius si trova in via dei Platani n. 13 davanti alla casa di Paolino Paperino, intrufolandosi al suo interno di soppiatto, in cerca dell'aiuto di Paperino. Al suo risveglio Paperino non è molto sorpreso nel vedere Fantomius davanti a lui scambiandolo per l'ennesimo emulo del ladro gentiluomo ma le cose cambiano ben presto quando scopre che l'identità del Fantomius che ha di fronte è quella del vero Lord Quackett. John spiega a Paperino che la sua fidanzata, Dolly Papera, alias Dolly Paprika, riordinando il laboratorio di Copernico Pitagorico ha inavvertitamente attivato il cucù del tempo, un apparecchio che consente di viaggiare nel tempo di cui né lui né Dolly erano a conoscenza. Spostando le lancette sulle ore 20:18, per regolare l'orologio, Dolly è stata poi catapultata nel 2018 dopodiché una volta avvisato Copernico e capito l'accaduto con un altro congegno dell'inventore, l'orologio da taschino del tempo, Fantomius è arrivato nel 2018 davanti a Villa Rosa, lo stesso luogo in cui Dolly era sparita nel passato, ma non c'era. Qui ha invece scoperto che Dolly è stata rapita da un losco criminale che ha lasciato un messaggio per lui dove chiede come riscatto di rubare un oggetto per lui: la Pepita Uovo d'anatra di Paperon de' Paperoni. Intenzionato a salvare la sua amata, John chiede quindi aiuto a Paperino, o per meglio dire del suo alter ego mascherato Paperinik, poiché in quest'epoca non saprebbe come muoversi non conoscendo né la Paperopoli moderna né la sua tecnologia. John promette che la Pepita sarà usata solo come esca per poi essere ridata al suo legittimo proprietario e rivela a Paperino di aver saputo di lui grazie al diario di Paperinik trovato sotto i ruderi di Villa Rosa. La prima mossa dei due vendicatori è quella di dirigersi da Archimede Pitagorico, il pronipote di Copernico, per aver ben chiaro come eludere la sicurezza del Deposito di Paperon de' Paperoni, visto che è proprio Archimede ad averne creato i sistemi di difesa. Dopo aver appreso dei numerosi sistemi impenetrabili del Deposito, Fantomius decide di procedere infiltrandosi al suo interno scavando un cunicolo nel terreno fino alla base dell'edificio. Per fare ciò è necessaria però la trivella a vapore nascosta nel garage segreto di Villa Rosa. Recuperato il mezzo l'operazione scava tunnel ha inizio e nonostante qualche intoppo iniziale nel percorso Fantomius e Paperinik riescono a infiltrarsi nel deposito e a superare i vari sistemi difensivi. Fantomius apre facilmente la cassaforte nella quale è custodita la Pepita Uovo d'anatra ma per colpa di un errore commesso da Paperinik, che fa scattare l'ultima trappola posta a difesa della Pepita, i due vendicatori finiscono intrappolati dentro una teca in vetro.

### I due vendicatori (seconda parte)(3275)
Paperone allertato accorre nei sotterranei dove con suo stupore trova Fantomius e Paperinik, da cui non si sarebbe mai aspettato che commettesse crimini del genere. Fantomius prova a spiegare al ricco papero che non aveva nessuna intenzione di derubarlo e così come avvenuto tempo fa per il Rubino Striato gli avrebbe restituito anche la Pepita Uovo d'anatra. Paperone ricordando che quella pepita un tempo allontanò lui dalla sua amata Doretta Doremì decide di dare fiducia a Fantomius affidandogli la sua amata pepita. Ottenuto ciò che gli serviva Fantomius si reca quindi sul luogo dell'appuntamento del bigliettino dove ad attenderlo c'è un uomo del misterioso rapitore. Salito sulla sua barca viene condotto fino all'isola dei mostri, un'isola disabitata dove nessuno mette più piede dove Paperone aveva anche aperto un ristorante che poi dovette chiudere vista la desolazione dell'isola. E mentre Fantomius fa la conoscenza con il peggior rivale di Paperone (Cuordipietra Famedoro, lo stesso che ha rapito la sua fidanzata), Paperinik, entrato di scoppiato, è già in cerca di Dolly. Quando Paperinik riesce ad arrivare a lei la papera ha già messo KO la guardia che le teneva d'occhio. Intanto il malvagio Cuordipietra svela al suo nemico di aver trovato e rapito Dolly per pura fortuna poiché è apparsa quando lui stava rovistando assieme al suo ingegnere tra i ruderi di Villa Rosa per capire se comprare il terreno e farlo diventare un parco divertimenti a tema Fantomius. Vista la situazione ha intuito che presto anche Fantomius sarebbe arrivato dal passato, dato che i suoi scienziati stavano proprio lavorando a esperimenti sui viaggi nel tempo, e così ha approfittato del caos generato per sfruttare la situazione a suo vantaggio per derubare Paperone. Finito di raccontare il suo malefico piano nello studio del miliardario irrompono Paperinik e Dolly Papera ma nella confusione generata dal loro arrivo Cuordipietra riesce a scappare da una porta segreta con la pepita. Prima di andar via Cuordipietra attiva anche un timer di distruzione della villa sperando di coinvolgere nell'esplosione anche i due vendicatori e Dolly. Paperinik recupera la guardia stesa per terra ma Dolly non possedendo gli stivaletti a molla decide di restare nella villa poiché a suo dire non farebbe in tempo scappare. Fantomius che non vuole abbandonare la sua amata decide allora di restare con lei. La villa esplode, Paperinik riesce a fuggire così come Cuordipietra che scopre però a bordo del suo elicottero che la pepita non è che un falso. Anche Fantomius e Dolly si salvano grazie all'orologio da taschino del tempo che John aveva portato con sé per arrivare nella Paperopoli moderna e salvarla che li riporta nello stesso posto, ma alla loro epoca. Fantomius e Dolly scelgono, per preservare il futuro, di ingoiare una delle tre caramelle car can di Archimede, donata da Paperinik, è dimenticare l'accaduto. Nella Paperopoli di oggi intanto Paperinik decide di annotare l'incontro con Fantomius e la sua amata nel suo diario segreto custodito a Villa Rosa, nominato come il Diario di Paperinik (simile a quello di Fantomius).

### La settima arte(3280)
1925. Gloria Squackson e Douglas Fairbarks, dopo il successo del film su Fantomius, tornano a Paperopoli per girare una nuova pellicola; per l’occasione, la capricciosa diva sfoggia una preziosa collana di perle, che insiste per indossare anche durante le riprese. Il gioiello è nel mirino, oltre che della coppia Fantomius e Dolly Paprika, di Lady Senape, che è riuscita a farsi assumere da Gloria come addetta alle pubbliche relazioni, e perfino di Fairbarks. L’attore è disperatamente innamorato della sua partner e spera di conquistarla recuperando le perle, dopo aver inscenato un finto furto nei panni di Fantomius. La sera, il primo a entrare in azione è Douglas, talmente impacciato che il vero Fantomius è costretto a intervenire per evitargli di cadere dal cornicione. Il ladro gentiluomo si impadronisce delle perle, e mette al loro posto una collana falsa, immediatamente rubata da Lady Senape e portata al misterioso mandante del furto: Cuordipietra Famedoro. Il miliardario sudafricano, appena si rende conto di avere fra le mani un’imitazione, decide di ricorrere ai sistemi drastici, facendo rapire i due divi e chiedendo la collana vera come riscatto. Ignora però che Fantomius e Dolly, appostati alle finestre della sua villa, hanno ascoltato i suoi piani. Quella stessa notte, Gloria è rapita da Lady Senape e da due sgherri di Cuordipietra. Douglas, dopo un goffo tentativo di intervenire col costume di Fantomius, è lasciato libero per andare a prendere il riscatto. La mattina seguente, si effettua lo scambio: la vera collana in cambio di Gloria e della collana falsa, che l’attrice, con uno dei suoi soliti capricci, insiste per voler usare come accessorio di scena. Nel finale, però, la vicenda del sequestro si mostra ben diversa da come appariva al lettore. A essere rapita non è stata Gloria, ma Dolly Papirka travestita; a portare la collana ai tre rapitori non è stato Douglas, ma Fantomius, sempre travestito; e la collana falsa che è stata consegnata a Dolly era in realtà quella vera, che Fantomius aveva sostituito nel cestino dove Cuordipietra aveva gettato l'imitazione. Fantomius ha così guadagnato il gioiello, ma anche il rancore implacabile del beffato Cuordipietra, che continuerà a perseguitarlo anche nel futuro (vedi nella storia precedente). Gloria Quackson, saputo che Douglas ha tentato di salvarla dai rapitori, ricambia finalmente i sentimenti del suo partner. Nell'epilogo, mentre Fantomius e Dolly si chiedono che fine abbia fatto Copernico, arriva loro una telefonata, subito interrotta. Una nuova avventura sta per incominciare...

### Sulle tracce di Copernico(3318)
Costa Ricca, 1925. Nella città costiera di Puerto Limon, Lord Quackett e Dolly Papera sono sulle tracce di Copernico Pitagorico, sparito dopo una telefonata in cui chiedeva agli amici di raggiungerlo al più presto. Secondo il direttore dell’albergo El Tucan, Copernico è partito quella mattina stessa senza lasciare recapito ma i due avventurieri, esaminando la sua stanza, capiscono che in realtà l’inventore è stato rapito. Proseguendo nelle indagini al bar “Sotto l’albero del mango”, la coppia scopre che Copernico aveva pagato El Capitan, un pescatore-contrabbandiere, perché lo portasse sull'isola Tortuga, una proprietà privata strettamente sorvegliata. El Capitan afferma che l’isolotto è protetto non solo dalle motovodette ma anche da un drago sputafuoco. Noncuranti del pericolo, i nostri eroi affittano la barca del "Capitan" e sbarcano sull'isola, nelle vesti di Fantomius e Dolly Paprika. Quasi subito, due sorveglianti a bordo del "drago" (in realtà, un mezzo meccanico a vapore) scoprono e prendono prigionieri gli intrusi. Fantomius e Dolly sono portati in una base segreta, dove incontrano Copernico. Questi sostiene di essersi ritirato sull'isola per lavorare, assieme al figlio Cacciavite, a una pastiglia che renda dolce l’acqua del mare; il progetto è finanziato da un ricco filantropo, mister Ics, che vuole mantenere l’anonimato. La storia di Copernico, però, non convince Fantomius che,quella sera, lascia la sua stanza ed esplora i condotti dell’aria della base. Può così ascoltare non visto la conversazione tra Cacciavite e mister Ics, nient’altri che Cuordipietra Famedoro Il cinico miliardario ha finanziato le pastiglie desalinatrici a puro fine di lucro, e vuole portare avanti l’invenzione anche dopo che Cacciavite lo ha avvertito dei gravi danni che essa provocherebbe all'ecosistema marino. Per l’operazione, Cuordipietra può contare sulla complicità di Cartesio Pitagorico, che lui ha fatto liberare dal carcere e che ha impersonato il fratello Copernico davanti a Fantomius. Il ladro gentiluomo è scoperto e catturato e raggiunge Cacciavite e Copernico in una cella sotterranea. Anche Dolly è presa prigioniera ma è liberata dopo aver finto di accettare la proposta di Cuordipietra per un’alleanza. La mattina dopo, Cartesio e Cuordipietra provano l’effetto delle pillole sull’acqua di mare; l’esperimento ha successo, ma la soddisfazione dei due malvagi ha vita breve. I tre prigionieri, mettendo assieme conoscenze scientifiche e abilità di ladro, riescono a liberarsi e impadronirsi del drago; Dolly li raggiunge, dopo aver sottratto a Cartesio il sacco con le pillole e averne distrutta la formula. I quattro lasciano l’isola a bordo del mezzo meccanico e festeggiano il loro successo al bar di Puerto Limon ma Cuordipietra non è stato sconfitto completamente. Come dichiara infatti a Cartesio, ora lui conosce l’identità segreta di Dolly Papirka.

### Fantomius torna a casa(3344)
Londra, dicembre 1925. Lord John Quackett e Dolly Papera sono a Londra, per passare le vacanze di Natale assieme ai genitori di lui, Andrew Quackett e Marie Lamont; accolti dal maggiordomo Reginald, trovano però Quackett Manor in agitazione, a causa di un furto. Al duca Andrew è stato rubato un prezioso gioiello, l'Unicorno del Califfo, ereditato dal padre Howard; senza di esso, la trattativa in corso col principe di Ducklat per l'acquisto di una miniera di diamanti salterà. Per risolvere il mistero, Lord Andrew ha chiesto l'aiuto di Paper Holmes e del dottor Duckson. Anche se l’investigatore finge di ignorare l’identità segreta di John, i due grandi rivali si trovano così di nuovo in competizione ed iniziano subito due indagini parallele. Entrambi, studiando le impronte lasciate dal ladro, capiscono che l’effrazione è stata simulata; il responsabile del furto, che indossava scarpe femminili ed ha agito dall'interno della casa, non può quindi essere altri che la duchessa. Henry, nei panni di Fantomius, pedina la madre assieme a Dolly Paprika e la vede portare il gioiello a Ernest Crumb, il concorrente di Lord Andrew nell'affare della miniera; anche Holmes, però, scopre il legame fra la duchessa e il rivale del marito. Il giorno dopo, lord John affronta sua madre, che gli confessa il furto e gli spiega il movente. Howard Quackett aveva derubato il nonno di Crumb e aveva confessato la sua azione in una lettera. (In realtà Howard Quackett aveva commesso il furto per rendere giustizia ai risparmiatori rovinati dalle speculazioni del vecchio Crumb). Per proteggere la memoria del suocero, la duchessa aveva acconsentito a scambiare il gioiello con il documento, finito nelle mani di Crumb. La vigilia di natale, Ernest Crumb riceve un biglietto con la firma di Fantomius e le parole Grazie per l'unicorno. Il corrotto uomo d’affari cade nel bluff e, per controllare, si reca subito al nascondiglio del gioiello: il suo yacht ancorato alle banchine del porto. Fantomius lo segue ed è seguito a sua volta da Holmes. Il ladro gentiluomo recupera l'unicorno ma, reso imprudente dalla preoccupazione per la sua famiglia, viene colto sul fatto prima da Crumb e poi dal sopraggiunto Holmes. Riesce comunque a fuggire col gioiello buttandosi nel Tamigi, mentre Holmes arresta Crumb per furto. Il giorno di Natale, al palazzo Quackett, si trovano due pacchi anonimi per i padroni di casa: in quello del duca, c’è il gioiello conteso; in quello della duchessa, nascosta fra le pagine di Paperin Hood, c’è la lettera compromettente, che Dolly Paprika ha rubato dalla cassaforte di Crumb. Durante il pranzo di Natale, il ladro e l’investigatore si scambiano cavallerescamente gli auguri.

### La luce di Zeus(3363)
1926. Lord John Quackett e Dolly Papera si recano in Olanda per rubare un prezioso diamante, la Luce di Zeus, esposto nel castello del conte Van Der Duck. Sono però preceduti da un altro ladro, che tenta d’impadronirsi della pietra sotto gli occhi del pubblico pagante; John Quackett e Gribaldo, il giovane nipote del conte, sventano il furto ma si lasciano sfuggire il colpevole. John e Dolly rinunciano al colpo progettato, dopo aver saputo che Van Der Duck è sull’orlo del fallimento. Accettano anzi di accompagnare Miss Parquet, la segretaria del conte, ad Amsterdam, dove la donna farà tagliare il diamante per venderlo con maggiore profitto. Ad Amsterdam, i tre ritrovano Gribaldo, che sembra voler ostacolare la vendita della pietra; ricompare poi il ladro del castello, che pedina la loro auto. John e Dolly riescono comunque a seminarlo, mentre Miss Parquet va dal tagliatore Jomkheer, che prende in custodia la pietra nella sua cassaforte. L'affare sembra concluso felicemente, ma il giorno dopo Jomkheer nega di aver ricevuto la Luce di Zeus e di aver mai visto Miss Parquet. La segretaria è accusata di furto da Gribaldo e dal detective della polizia Van Groot, mentre il tagliatore ripete la sua versione anche a John e a Dolly. I due si convincono che Miss Parquet sia stata incastrata e, vedendo la donna disposta a scassinare la cassaforte per recuperare il diamante e dimostrare la propria innocenza, si offrono di compiere il furto al posto suo. Quella notte, Fantomius e Dolly Paprika entrano in azione:aprono la cassaforte di Jomkheer, ma la trovano vuota e sfuggono di poco alla polizia in agguato. La coppia sospetta del furto il gioielliere o Gribaldo, ma presto Fantomius scopre la vera mente criminale: l'insospettabile miss Parquet. La Luce di Zeus era stata davvero consegnata a Jomkheer, che negava di averla ricevuta solo perché miss Parquet gli aveva detto di fare così per motivi di sicurezza. La donna aveva poi fatto rubare il diamante tagliato dal suo complice (il ladro del castello, nonché sedicente detective Van Groot) e, con le sue bugie, aveva teso una trappola per far sembrare responsabili del furto gli “ingenui” Quackett. Con l'aiuto di Gribaldo, John e Dolly fanno arrestare i due ladri e recuperano i due pezzi del diamante.

### L'inizio e la fine: prologo(3398)
Una notte del 1929, mentre Lord John Quackett, Dolly Papera e Copernico Pitagorico sono a teatro, Lady Senape penetra nei sotterranei di Villa Rosa; il suo obiettivo è rubare la maschera di Gengis Ghat, che Fantomius le ha sottratto a suo tempo, per rivenderla a Cuordipietra Famedoro e così vendicarsi del suo antico partner. L’esperta ladra non ha problemi a raggiungere la stanza dei tesori, passando per il laboratorio di Copernico, e ad impadronirsi del prezioso oggetto, Così facendo, però, attiva un meccanismo di autodistruzione, o almeno così crede (il messaggio che annuncia un'esplosione entro dieci secondi, come si scoprirà nell'episodio seguente, è un bluff, ideato da Copernico per mettere in fuga eventuali intrusi). Bloccata all'interno del sotterraneo, Senape riconosce in un orologio a cucù la macchina del tempo di cui Copernico le aveva parlato al tempo della loro alleanza. Attiva il meccanismo un attimo prima dell’esplosione e si ritrova nel futuro, in una Villa Rosa ridotta ad un rudere.

### L'inizio e la fine(3399)
Lord John Quackett, Dolly e Copernico tornano dal teatro, dove hanno assistito a una rappresentazione del racconto Il fantasma dell'opera. I tre scoprono l'allarme attivato, la maschera rubata, un frammento della tuta di Lady Senape e l'orologio a cucù buttato per terra. Grazie alle loro doti deduttive, Lord John e Copernico riescono a ricostruire cos'è successo in loro assenza. Lord John decide allora di vestire i panni di Fantomius e di fare un secondo viaggio nel futuro (il primo viaggio nel futuro era stato compiuto da Fantomius e Dolly Paprika nella storia in due parti I due vendicatori, anche se i loro ricordi erano stati cancellati dalla loro memoria, grazie alle caramelle car-can inventate dal geniale pronipote di Copernico), per non lasciare impunito il furto e anche, cavallerescamente, per salvare la sua nemica-rivale intrappolata in un altro tempo. Stavolta, però, non potrà essere accompagnato da Dolly Paprika, perché la macchina del tempo tascabile di Copernico può trasportare solo due persone. Nel futuro, Lady Senape è prigioniera in un mondo per lei sconosciuto e spesso incomprensibile ma, grazie alla sua astuzia, porta ugualmente avanti i propri piani. Uscita dai sotterranei di Villa Rosa, irretisce un automobilista galante e gli ruba la macchina; in un negozio di abbigliamento di Paperopoli, si procura vestiti moderni, rubandoli a una cliente che sta provando un abito nuovo; mette al sicuro la maschera, collocandola tra gli oggetti orientali in esposizione al museo; infine, in biblioteca, consultando i giornali, riesce a capire in che anno si trova. Intanto, anche Fantomius è arrivato nella Villa Rosa del futuro. Ritrovato il suo vecchio sidecar, raggiunge la città, dopo aver seminato due poliziotti della stradale. Si procura su una bancarella una felpa per coprire il costume, anche se, a causa della svalutazione, deve pagarla al prezzo per lui astronomico di cinquanta dollari. Seguendo le orme della ladra con un tracciatore energetico datogli da Copernico, giunge prima al museo e poi alla biblioteca, dove la trova e la affronta. Lady Senape confessa a Fantomius di aver nascosto la maschera al museo, ma la conversazione è interrotta dall’arrivo della polizia, che arresta la donna per il furto dell'auto. Adesso, Fantomius ha davanti a sé un compito proibitivo anche per lui: recuperare l'oggetto e liberare Senape, superando sistemi di sicurezza ben più evoluti di quelli della sua epoca. Poiché un impiegato della biblioteca gli ha parlato dell'inventore Archimede Pitagorico, Fantomius si reca da lui per chiedergli aiuto, ma lo trova impegnato a parlare con un papero vestito da "marinaio".

### Furto nel futuro(3400)
La conversazione fra Archimede Pitagorico e Paolino Paperino è interrotta dall'arrivo di Paperon de' Paperoni, che ordina al nipote di sostituire gratuitamente il guardiano notturno all'esposizione di maschere orientali nel suo museo. Paperino, stavolta, ha uno scatto d'orgoglio e rifiuta le imposizioni del cinico e burbero zio. Fantomius, che assistito alla scena dalle finestre del laboratorio, decide di sfruttare il contrasto fra zio e nipote per i suoi scopi, visto che il ladro gentiluomo non era tanto apprezzato nei duri confronti di Paperone in cui non è abbastanza cambiato nel futuro e che si comporta come un despota di fronte al nipote Paperino. Si presenta ad Archimede e Paperino, sotto l'identità dell'investigatore privato John Pinkett e, grazie alle informazioni raccolte in biblioteca, imbastisce una storia credibile. Sostiene di essere sulle tracce della maschera, rubata a un museo cinese e finita nell'esposizione, e di doverla recuperare in segreto, senza coinvolgere la polizia o Paperone. Paperino e Archimede acconsentono ad aiutarlo. Quella notte, Fantomius compie il furto, mentre Paperino resta fuori dal museo, a fare da palo e ad attivare il congegno per disattivare l'allarme, inventato da Archimede. Abile come sempre, Fantomius narcotizza Gastone Paperone, che ha sostituito Paperino come guardiano notturno, e ruba la maschera nei pochi secondi in cui l'allarme è fuori funzione. Al ritorno, si trova davanti Gastone, già ripresosi, ma è salvato da Paperino, che interviene prontamente con una seconda bomboletta di spray soporifero. Paperino, oltre ad aver ottenuto una rivalsa sullo zio e sull'antipatico cugino, riceve anche gli elogi di Fantomius, per il coraggio e l'abilità di cui ha fornito prova e che lui stesso non pensava di avere. Gastone ha fatto in tempo a lanciare l'allarme, ma quando la polizia arriva al museo, non trova nessun oggetto mancante, e il fortunello deve subire anche una sfuriata dello zio per essersi addormentato sul posto di lavoro. Intanto Fantomius, fedele al suo codice d’onore, si reca al distretto di polizia di Paperopoli per liberare la sua inaffidabile rivale Lady Senape. L'impresa si rivela facile, grazie anche al lapis bicolore per tagliare le sbarre che Archimede ha fornito al ladro gentiluomo. I due raggiungono Villa Rosa e lì si accingono a tornare assieme nel 1929. All'ultimo momento, però, Lady Senape colpisce a sorpresa Fantomius e torna nel passato, da sola e con la maschera. Furioso per l'ennesimo tradimento ma sicuro di riuscire a pareggiare i conti, il ladro gentiluomo la segue, ma, per un guasto alla macchina del tempo, finisce nel 1930 anziché nel 1929. Un solo anno sembra essere bastato per sconvolgere il suo mondo: Villa Rosa è abbandonata e un gigantesco cartellone esalta il nuovo sindaco di Paperopoli, Cuordipietra Famedoro.

### Distopia(3401)
Fantomius, indossati gli abiti di John Quackett, si reca a Paperopoli, dove Cuordipietra Famedoro ha imposto un regime dittatoriale e il culto della personalità. La statua del nuovo sindaco ha sostituito quella di Cornelius Coot e la popolazione vive tappata in casa, schiacciata da tasse e regole assurde. Un gentile nottambulo che ha spiegato la situazione a Lord Quackett è multato dalla polizia per essere uscito senza cappello. John cerca rifugio nel vecchio laboratorio di Copernico e vi ritrova l’amico scienziato. I due sono sorpresi da un poliziotto ma John stordisce l’intruso e gli ruba la divisa. Fingendosi un agente e il suo prigioniero, i due amici possono così raggiungere tranquillamente il porto, dove li attende il fantomarino, che li porterà alla base segreta di Villa Lalla. Per strada, Copernico racconta a John cos'è successo in sua assenza. Lady Senape, consultando i giornali del 1929 in biblioteca, durante il suo viaggio nel futuro, aveva appreso della scomparsa di Fantomius, e aveva venduto l'informazione a Famedoro. Il disonesto miliardario, vantandosi di aver cacciato da Paperopoli il ladro gentiluomo, si era guadagnato l’appoggio dei ricchi e dei nobili ed era così diventato sindaco. Dolly e Copernico, costretti alla clandestinità, hanno comunque salvato l'identità segreta di John Quackett, facendo credere che l'eccentrico aristocratico abbia lasciato la città per protesta contro il nuovo regime. John si rende conto di essere responsabile dell'accaduto, per la sua ostinazione nel voler riportare indietro dal futuro la maschera e Lady Senape. A bordo del fantomarino, ci sono tre vecchie conoscenze: Dolly Paprika, che continua ad agire come ladra gentildonna con nuovo nome, Dark Paprika, e nuovo costume nero; Lady Senape, profondamente delusa da Cuordipietra, e ora partner di Dolly col nome di Black Senape; e perfino il commissario Alcmeone Pinko, ora capo della polizia, ma troppo onesto per accettare il nuovo governo tirannico e corrotto (una tregua tra il ladro gentiluomo e il poliziotto onesto e instancabile che ricorda molto a Lupin III e l'ispettore Zenigata). Il poliziotto (sempre ignaro della vera identità di Fantomius e Dolly) porta la notizia che, il giorno dopo, Famedoro farà partire per il Sudafrica una nave carica del denaro accumulato a spese dei paperopolesi. I cinque improbabili alleati cominciano ad escogitare un piano per un abbordaggio da pirati.

### La fine... e l'inizio(3402)
Fantomius, con l'aiuto del commissario Pinko, sale, sotto le vesti di un membro della scorta, a bordo della Famedoro 1, la nave che porta in Sudafrica i soldi sottratti ai paperopolesi. Il ladro gentiluomo si libera dei veri poliziotti, chiudendoli in sala macchine; poi il bastimento è affiancato dal fantomarino e abbordato da Lady Senape, Dolly Parika e Copernico Pitagorico. L'equipaggio, che detesta Cuordipietra Famedoro, non oppone resistenza. Il capitano, però, rivela beffardamente che la cassaforte è vuota, e che il bottino si trova in realtà su un'altra nave, più piccola e veloce, il Famedoro 2. Fantomius non si scoraggia e obbliga il viscido comandante a far tornare indietro il Famedoro 2 con un falso messaggio. Anche la seconda nave è abbordata, e stavolta i quattro moderni pirati s'impadroniscono del tesoro. Cuordipietra cerca di tenere segreta la notizia ma Fantomius e i suoi alleati, dalla loro base a Villa Lalla, la diffondono ugualmente, inserendosi nelle frequenze della radio di regime. Per il sindaco-dittatore, colpito nel portafoglio e nella reputazione, è l'inizio della fine: i suoi titoli in borsa crollano e le sue guardie, sapendolo senza denaro, lo abbandonano. Tuttavia, non demorde e organizza un’adunata oceanica, per smentire pubblicamente la notizia del furto. Proprio questa iniziativa consente ai suoi nemici di infliggergli il colpo di grazia. Fantomius appare davanti a tutta la città, sulla cima dell'ex-statua a Cornelius Coot, dimostrando che Cuordipietra aveva sempre mentito vantandosi di averlo sconfitto; Dolly, Copenico e Lady Senape, a bordo di una macchina volante, gettano alla popolazione il denaro predato. Il tirannico dittatore, abbandonato anche dagli aristocratici che erano stati suoi sostenitori, è invitato da Pinko a lasciare Paperopoli. La città torna rapidamente alla normalità, sotto la guida del vicesindaco. Pinko, per quanto grato a Fantomius, è già disposto a riprendere la guerra con il suo eterno avversario. Lord John Quackett abbandona Villa Rosa e si stabilisce a Villa Lalla con la sua banda, di cui ora fa parte in pianta stabile anche Lady Senape. Ai suoi compagni, il nobile ladro gentiluomo annuncia la sua intenzione di fare un nuovo viaggio nel futuro, per affidare la sua eredità nelle mani giuste. Intanto, il perfido Cuordipietra naviga verso il Sudafrica, dove si trova quel che è rimasto della sua ricchezza, meditando gli oscuri propositi di vendetta nei confronti del suo odiato nemico Fantomius in cui sarà così terribile e crudele che il papero mascherato e i suoi amici non se la aspetteranno mai.

### La notte di Fantomius (prima parte)(3466)
Nel dicembre 1930. Paperopoli, finalmente libera dalla dittatura di Cuordipietra Famedoro, è euforica per l'annunciato ritorno di Paperon de Paperoni. Si spera che la presenza del papero più ricco del mondo porterà in città affari e benessere. Per questo, quando il miliardario Doug Duckman giunge al Grand Hotel Duckford Astoria, per trattare con Paperone la vendita di un quadro famoso e popolare La bella addormentata, il sindaco incarica il commissario Pinko di proteggere il prezioso dipinto dalle mani di Fantomius, dimostrando che Paperopoli è una città sicura per le persone facoltose. In una nevosa sera d'inverno, giunge all'albergo anche la duchessa del Duckshire, sempre per trattare un affare con Paperone. Grazie alla sua alterigia d’aristocratica, la donna riesce a farsi assegnare, senza prenotazione, la suite migliore dell’albergo, di fronte a quella di Duckman. Nel corridoio in mezzo Pinko sorveglia la situazione con due uomini. A notte fonda, si sente un urlo. È la contessa che è stata derubata dei suoi gioielli; poco dopo, Fantomius è visto salire verso il tetto dell'albergo. Mentre l'instancabile poliziotto Pinko e i due agenti inseguono l'inafferrabile ladro, un falso ispettore entra nella stanza di Duckman, si fa aprire la cassaforte con la scusa di un controllo, narcotizza il miliardario e consegna il quadro a Dolly Paprika, in attesa sul balcone. Poco dopo, "l'ispettore" e "la duchessa" (che sono in realtà Copernico Pitagorico e Lady Senape travestiti) lasciano indisturbati l'albergo. Sul tetto, Fantomius, dopo aver rivelato a Pinko il suo trucco, fugge assieme a Dolly sul tandem alato. Il poliziotto, dopo aver tentato un disperato inseguimento aggrappandosi alla coda del velivolo, cade in mezzo alla neve. Sconfitto e umiliato, Pinko è degradato ad ispettore e sottoposto dal sindaco ad un ultimatum. Potrà riavere il suo grado solo arrestando Fantomius e recuperando La bella addormentata. Pinko fa ricorso allora alle armi della logica e della deduzione. Studiando la cartina della provincia di Paperopoli, cerca di localizzare la base segreta, situata fra i boschi e in riva al mare, dove ha incontrato Fantomius durante la loro temporanea alleanza. Per esclusione, identifica il luogo con Villa Lalla, ma respinge subito l’idea che Fantomius possa essere l'inetto Lord John Quackett. Quella notte, Lady Senape si incontra al porto con un losco individuo e si fa dare da lui la maschera di Gengis Gatt, in cambio di una contropartita non specificata. La mattina stessa, la bella ladra lascia Paperopoli, senza spiegarne le ragioni a Fantomius e Dolly. Qualche giorno dopo, Pinko riceve una misteriosa lettera anonima.

### La notte di Fantomius (seconda parte)(3467)
Il messaggio contiene l'elenco delle basi segrete di Fantomius (Villa Rosa, Villa Lalla, la Casa dell'ermellino) e una foto del ladro che si toglie la maschera, rivelando il viso di Lord John Quackett. Dopo molte resistenze, Pinko riconosce la verità che ha sempre avuto sotto gli occhi. Il commissario, a sua volta, fatica non poco a convincere sindaco e capo della polizia della sua scoperta. Alla fine, però, ottiene di avere a sua disposizione tutte le forze di polizia disponibili, e anche la guardia costiera, per fermare un eventuale fuga del fantomarino. La mattina dopo, Copernico lascia Villa Lalla per andare nel suo laboratorio di Paperopoli, mentre John chiacchiera affettuosamente con la fidanzata, ignaro che un esercito di poliziotti, guidato da Pinko, sta per varcare il cancello della villa. Tuttavia, grazie ai sofisticati sistemi di allarme, la sorpresa del commissario fallisce. Fantomius e Dolly hanno il tempo di alzare il telo mimetico, indossare i costumi bianchi invernali, e fuggire da un passaggio segreto, portando con sé alcuni gadget e un paio di maschere. Perdono però i minuti preziosi a causa della neve che ostruisce la botola di uscita e quando raggiungono l’esterno, trovano Pinko ad attenderli. I due non si arrendono e fuggono a bordo di un'aeroslitta a motore, capace sia di muoversi sulla neve che di volare.  Quando però il mezzo inciampa su una radice, Dolly cade ed è catturata da Pinko. Fantomius, obbedendo tristemente alla preghiera della amata compagna, prosegue la fuga e lascia la villa, sorvolando i posti di blocco. Si dirige a Paperopoli per avvertire Copernico Pitagorico, ma arriva troppo tardi. Lo scienziato è arrestato sotto i suoi occhi. Per la prima volta sull'orlo della rovina e della disperazione, Fantomius, perduti i suoi covi e i suoi compagni, può contare solo sulle sue forze. Il dubbio di aver provocato la catastrofe, dando fiducia alla delatrice Lady Senape, sembra però aver tolto al ladro gentiluomo ogni fiducia in sé stesso.

### L'alba di Fantomius (prima parte)(3469)
Mentre, in municipio, il commissario Alcmenone Pinko si difende dal sindaco e dal capo della polizia, che lo accusano di essersi lasciato sfuggire il criminale più importante, Fantomius decide di nascondersi nei sotterranei di Notre Paper, progettati da suo fratello Henry. È l'unico possibile rifugio al sicuro dalla polizia, perché neanche Lady Senape ne conosceva l'esistenza. Di notte, nel sotterraneo deserto, Fantomius ricorda di quando confidò al fratello il suo amore infelice per Beth Ducket. Poi, superato il momento di disperazione, comincia a fare piani per liberare i suoi due compagni, servendosi dei pochi gadget che è riuscito a portare con sé. Il giorno dopo, in carcere, Copernico Pitagorico riceve la visita di Perry Nason (allusione a Perry Mason), il suo avvocato d'ufficio, che è in realtà Fantomius mascherato. Il falso avvocato si fa riconoscere da Copernico offrendogli succo di carota; poi i due, fingendo di parlare delle condizioni di prigionia, si scambiano messaggi in codice e concordano un piano di evasione. Quella notte, Fantomius, passando per i condotti sotterranei della vecchia Paperopoli, arriva ad un tombino che porta al cortile della prigione. Dopo aver narcotizzato un secondino e avergli preso la divisa, Fantomius raggiunge l'infermeria e libera Copernico, che vi si era fatto trasferire seguendo le sue istruzioni. L'evasione rischia di fallire per l’arrivo di un nuovo secondino, che riconosce Fantomius, ma il ladro gentiluomo riesce a narcotizzarlo, sfruttando il momento in cui ha gli occhi abbagliati dal riflettore della prigione. Anche se il secondino ha il tempo di dare l'allarme, i due amici raggiungono i sotterranei di Paperopoli e da lì Notre Paper. Nella sicurezza del rifugio, John e Copernico arrivano alla conclusione che non è stata Lady Senape a denunciarli alla polizia, ma una terza persona che ha comprato da lei le informazioni. Quindi, cominciano a stendere piani per la liberazione di Dolly Paprika, ma i loro progetti ricevono un brutto colpo, quando i giornali annunciano che la bellissima ladra sarà trasferita nel carcere di massima sicurezza di Song Song. Il trasferimento è stato imposto dal sindaco al direttore del carcere per evitare una nuova fuga, nonostante le obiezioni di Pinko. In più il sindaco, per mantenere il segreto, evita il dispiegamento di forze e fa viaggiare Dolly di notte, su un furgone blindato con pochi uomini. Alla loro guida, al posto di Pinko, c’è Sam Plaid, un investigatore viscido, antipatico, arcigno e dilettante.

### L'alba di Fantomius (seconda parte)(3470)
Il furgone, mentre sta attraversando in un bosco oscuro, deve fermarsi a causa di un'auto abbandonata che blocca la strada. Sam Plaid scende per controllare; immediatamente il guidatore del furgone l'agente Smith, si dà alla fuga, narcotizza il suo compagno e rivela il suo vero volto, quello di Fantomius. Dopo aver seminato Plaid, Fantomius e Dolly Paprika abbandonano il furgone e proseguono la fuga in motocicletta. Nel rifugio sotto la cattedrale, Fantomius e Copernico raccontano a Dolly i dettagli della sua liberazione. Dopo che Fantomius, con i tappi radio, aveva identificato l'agente guidatore, Copernico Pitagorico era penetrato di nascosto nel suo vecchio laboratorio a Villa Rosa, per fabbricarvi una maschera del poliziotto. Era poi stato facile, per Fantomius, narcotizzare Smith, prenderne il posto e rubargli la piantina con l'itinerario del viaggio. I tre ora sono liberi, ma sempre braccati dalla polizia e con le identità segrete ormai scoperte. Dolly ha un'idea per risolvere il problema. Il giorno dopo, è Pinko, per una volta, a fare una sfuriata a sindaco e capo della polizia. Lo interrompe però l'arrivo di Lord John Quackett, venuto a denunciare il proprio rapimento da parte di Fantomius. Secondo la versione dell’aristocratico, il ladro gentiluomo e i suoi due complici hanno rapito lui, Dolly e Copernico, assunto finalmente il loro aspetto e razziato Villa Lalla. Anche dopo essere stati scoperti e arrestati dalla polizia, i tre criminali hanno continuato a recitare la commedia per proteggere le loro vere identità per la fortuna e miracolo. La storia sembra essere confermata dall'arrivo a Villa Lalla di Dolly e Copernico, stremati e coi segni di una lunga reclusione. Copernico mostra alla polizia la grotta a Boscofitto in cui i tre sarebbero stati prigionieri; Dolly riesce, sotto il naso dell'agente di guardia, a nascondere nei sotterranei di Villa Lalla parecchi oggetti preziosi e ne denuncia poi il furto. Il sindaco e il capo della polizia si lasciano convincere da quelle che sembrano prove schiaccianti. Lord Quackett e i suoi due amici sono riabilitati; Pinko è degradato ad agente e inviato a dirigere il traffico. Il poliziotto si riscatta però quando, in un'auto abbandonata dal guidatore, ritrova La bella addormentata, ed è reintegrato nella carica di ispettore capo. In realtà, è stato Fantomius a restituire volontariamente il dipinto, in parte per cavalleria verso Pinko, in parte per evitare che al suo posto venga messo un poliziotto più abile. Doug Duckman, una volta riavuta La bella addormentata, la vende, non a Paperon de' Paperoni, ma al Museo di Baltimora. In un albergo all'altro capo del mondo, Lady Senape apprende con sollievo che Lord John Quackett se l'è cavata per un soffio nonostante il proprio ennesimo tradimento. A Villa Lalla, John, Dolly e Copernico, esaminando la famosa foto che rivelava l'identità di Fantomius, trovano sul retro il simbolo di Cuordipietra Famedoro. È stato quindi il perfido miliardario sudafricano a denunciarli alla polizia per i suoi oscuri propositi di vendetta in cui è stata veramente così terribile e crudele che Fantomius e i suoi amici non se la aspetteranno mai; quale sarà la sua prossima mossa?

### Fantomius torna a colpire(3541)
Nell'anno 1931, dopo i tumultuosi episodi precedenti, Paperopoli è tornata tranquilla e Fantomius sembra aver rinunciato alle sue imprese di ladro. La città ora ospita la fiera della tecnologia, organizzata da Paperon de' Paperoni, dove il miliardario Roman Duckovic presenterà un prototipo di batteria dalla carica inesauribile. L'instancabile ispettore Pinko, incaricato del servizio d'ordine, spera in una rivincita sul suo eterno rivale, di cui ormai conosce l’identità A Villa Lalla, Lord John Quackett, Dolly Papera e Copernico Pitagorico leggono la notizia sul giornale. Copernico vorrebbe rubare la batteria per studiarla e usarla per le sue invenzioni, ma John non è interessato al colpo; anzi, medita di abbandonare definitivamente la sua identità segreta. Dolly riceve la visita dei suoi amici Quackmore Duck e Ortensia de' Paperoni (i genitori di Paolino Paperino), in procinto di partire per una vacanza. Ortensia è profondamente amareggiata per l'ingratitudine del fratello Paperone verso di lei e l'altra sorella Matilda. John decide allora di tornare in azione come Fantomius, per dare una lezione al ricco taccagno. Il giorno dopo, nella sua villa, Paperone tiene una conferenza stampa, annunciando il programma dell’esposizione. Fra i presenti, ci sono Pinko e Lord Quackett, che si scambiano uno sguardo di sfida. Una settimana dopo, la fiera è ufficialmente aperte, con grande afflusso di pubblico e la presenza di una troupe del cinegiornale. John, dopo aver assistito in prima fila alla presentazione della batteria, si allontana ed entra in una cabina telefonica. Pinko lo segue coi suoi uomini, lasciando un agente a sorvegliare Dolly. Improvvisamente, il podio su cui è esposta la batteria è coperto da una nuvola di fumo, impossibile da penetrare perché causa vilenti starnuti. Da essa, esce Fantomius, con in mano il prezioso oggetto, per poi fuggire dalla finestra e allontanarsi a bordo del suo carro mobile. Pinko fatica a spiegarsi come Lord Quackett abbia potuto lasciare la cabina senza essere visto, ma è fiducioso di poter riacchiappare il suo nemico di sempre. Di lì a poco, in effetti, l'auto di Fantomius è fermata ad un posto di blocco, sulla strada per Villa Lalla, ed il suo guidatore è arrestato. Pinko si precipita sul luogo, ma scopre che il presunto Fantomius è in realtà Ducklas Fairbarks. L'attore ammette di aver tirato la bomba fumogena, ma sostiene che stava semplicemente recitando la parte di Fantomius in un film prodotto da Paperone. Pinko torna alla fiera. Lì, la nuvola di fumo si è ormai dissipata, ma la preziosa invenzione è scomparsa dal podio su cui si trovava. Il poliziotto ricostruisce la dinamica degli avvenimenti. Fantomius, con la maschera di Paperone, ha ingaggiato Fairbarks, per servirsi di lui come diversivo. Poi, mentre Pinko era sulla pista del falso Fantomius, Lord Quackett ha lasciato la cabina telefonica attraverso un passaggio segreto e, protetto dal fumo, ha rubato il prototipo. John e Dolly sono perquisiti accuratamente, ma risultano puliti. L’ispettore, Paperone e Duckovic sono stati beffati. In effetti, l'ipotesi di Pinko era giusta, salvo che per un particolare. John, quando ha rubato la batteria, non l'ha presa con sé, ma se ne è servito per caricare un aeroplanino telecomandato da Copernico. L'oggetto, però, è stato intercettato in volo e non è mai arrivato nelle mani dell'inventore. I tre ladri, beffati a loro volta, si chiedono chi possa essere il loro nuovo avversario. Nell'ultima pagina, Paperone apprende da Miss Paperett che le sue sorelle hanno lasciato Paperopoli. Il magnate reagisce con apparente distacco; in segreto, però, firma un assegno di cento milioni per Ortensia e Matilda.

## Paperbridge

### La notte della confraternita(3379)
Inghilterra, inizio del '900. Due studenti si presentano all'esame di ammissione per il prestigioso college di Paperbridge: il timido Tom Ducket, figlio di un uomo d'affari rovinato da un investimento sbagliato, e il giovane e arrogante aristocratico John Quackett (il futuro Fantomius). Entrambi sono ammessi, il primo per i suoi ottimi voti, il secondo per la sua posizione sociale. I due s'incontrano il primo giorno di scuola. Subito, John e i suoi amici Bill Bullet e Arty prendono a bersaglio Tom, chiamandolo "pivello" e "pel di carota", per i suoi capelli rossi. La scena suscita l'indignata reazione della sorella del ragazzo, l'energica Beth Ducket. Di lì a poco, però, John scopre che il rettore gli ha assegnato come compagno di stanza proprio Tom. John rifiuta le profferte di amicizia del compagno e, per rimarcare la distanza di classe, divide in due la stanza con una riga sul pavimento. Qualche sera dopo, John riceve un messaggio dei mascherati, la più esclusiva fra le confraternite studentesche di Paperbridge, con sopra scritto: A mezzanotte al ponte. Sul luogo dell'appuntamento, John incontra, fra gli altri studenti convocati per essere sottoposti al rito d’iniziazione, Bill Bull, Arty e lo stesso Tom, il cui padre aveva fatto parte della confraternita. Il misterioso capo della confraternita, il cui viso è completamente nascosto da una maschera, assegna le prove: quattro ragazzi dovranno rimuovere la statua del fondatore di Paperbridge, gli altri (John, Tom, Bill Bullet e Arty) dovranno smontare il ponte costruito da Isacco Newton. La piccola squadra porta a termine il compito, ma è sorpresa dal custode. Mentre gli amici di John fuggono, il giovane aristocratico si trattiene per aiutare Tom, buttato nel fiume da Bill Bullet, ed è colto in flagrante. I due compagni di stanza sono portati davanti al rettore che li rimprovera aspramente, ma promette di non espellerli, se rimonteranno il ponte entro l'alba. John ha già dimenticato il suo slancio generoso di poco prima, e lascia che Tom sconti la punizione da solo. Tornando nel suo alloggio, trova un altro messaggio: Tom non è adatto ma tu sì! Benvenuto nei mascherati. All'alba Tom, rientrando esausto nella sua stanza, trova finalmente il coraggio di affrontare John, contrapponendo alla sua arroganza l'esempio di un altro aristocratico, il generoso ladro gentiluomo Paperin Hood.

### Il lato oscuro(3380)
Dopo gli avvenimenti della notte, Tom Ducket è più che mai lo zimbello di John Quackett e dei suoi compagni aristocratici. Inutilmente il professor Guff, durante una lezione di filosofia, invita i suoi allievi a non giudicare le persone dall'apparenza. Tommy riceve un biglietto, che gli propone una prova d'appello: sarà ammesso nei mascherati se passerà la notte nel "lato oscuro", un edificio del college abbandonato. In realtà, i membri della confaternita intendono terrorizzare il pivello travestendosi da fantasmi. Quel giorno stesso Tommy deve sopportare un nuovo sgarbo al bar Cottage, dove lavora come cameriere. Il prepotente Bill Bullet, con uno sgambetto, gli fa rovesciare il vassoio con le bibite, davanti alla sorella Beth e ad Annabelle, la ragazza di cui è innamorato. Beth lascia il locale, indignata, dopo aver espresso a John il proprio disprezzo per lui e per gli aristocratici in genere. In apparenza, John è solidale con i suoi amici mascherati, ma le parole di Guff e di Beth l’hanno colpito più di quanto voglia ammettere, anche perché prova una certa attrazione per la ragazza. Giunge la sera. Al "lato oscuro", quattro mascherati preparano l'agguato, camuffati con dei lenzuoli. Fra di loro, c’è anche John che però si ritira con una scusa e, rientrato nella sua stanza, cerca di dissuadere Tommy dal cadere nella trappola. Il ragazzo è però deciso a tentare la prova. John, allora, compie la sua prima impresa in maschera. Indossati giubbotto, casco e occhiali da aviatore, si reca al "lato oscuro" e spaventa a sua volta i tre falsi fantasmi, risparmiando a Tommy un'altra umiliazione. È però costretto a una precipitosa fuga, per sfuggire alla reazione dei suoi amici, ed è poi sorpreso, per la seconda volta consecutiva, dal custode mentre gira di notte. Tornato in stanza, tiene nascosta a Tommy la sua buona azione e riassume con lui i soliti atteggiamenti sprezzanti. I mascherati non hanno riconosciuto il misterioso disturbatore; hanno però capito che è un membro della loro confraternita, e sono decisi a punirlo.

### La festa d'inverno(3381)
In seguito agli incidenti avvenuti nel college, il rettore di Paperbridge decide di ricorrere ai sistemi drastici. A tutti gli studenti è assegnato un compito in classe extra mentre John Quackett, come punizione supplementare, dovrà aiutare una studentessa del college femminile a fare ricerche in biblioteca. John è tutt'altro che entusiasta, finché non scopre che la studentessa in questione è proprio Beth Ducket. Nei giorni che seguono, i due, lavorando assieme, imparano a conoscersi meglio e, senza volerlo ammettere, iniziano a nutrire una simpatia reciproca. L'ultimo giorno di punizione, John invita Beth a essere la sua dama al ballo per la festa d'inverno. La ragazza sembra interessata ma, quando John si lascia sfuggire una malignità nei confronti del fratello Tom, rifiuta decisamente l'offerta. Il giorno della festa, John riceve un messaggio dei mascherati, che gli impone di rubare dall'ufficio del rettore una copia del test punitivo, pena l'espulsione. Il giovane nutre sempre più dubbi, riguardo alla confraternita, ma alla fine la solidarietà verso gli amici si rivela più forte. Il futuro Fantomius tenta così il suo primo furto, con risultati fallimentari: non trova il documento ed è costretto a un salto dalla finestra per non farsi scoprire. Di lì a poco, Teddy, uno dei mascherati, lo informa che Bill Bullet ha intenzione di fare un gavettone a Tom e alla sorella quando andranno al ballo. Quella sera, John Quackett, rivestiti i panni da aviatore, appare nella sala da ballo e, poco prima che Bil Bullet lanci il gavettone, glielo fa scoppiare in faccia. Il prepotente, oltre alla brutta figura, perde anche la fidanzata Annabelle che, offesa da una sua sgarberia, lascia la sala proprio assieme a Tom. John riceve un nuovo messaggio dei mascherati, che lo convoca nei sotterranei del "lato oscuro". Lì, lo attende una sorprendente rivelazione...

### La regata(3382)
John Quackett apprende che la confraternita dei mascherati serve da copertura a una scuola per ladri. Il suo capo è Krimen, l'apparentemente innocuo insegnante di latino (e non, come John aveva creduto finora, Guff, lo spregiudicato professore di filosofia). Anche se ha fallito il furto del test, John, che si è mostrato disposto a violare le regole, è ammesso ugualmente ai corsi di Krimen, dove s’impratichisce nelle tecniche di scasso. Il diabolico professore ha comunque provveduto a far rubare il documento da un suo allievo più esperto. Si avvicina, intanto, l'annuale sfida di canottaggio fra le università di Paperbridge e Duckford (allusione alla proverbiale rivalità sportiva tra Oxford e Cambridge). John, Tom Ducket, Teddy e Bill Bullet rappresentano Paperbridge e, per la gara, sono costretti a fare squadra e a mettere da parte le loro rivalità. Alla vigilia della competizione il rettore scopre il furto del test, annulla la prova e la sostituisce con un'altra molto più difficile. Come rappresaglia, Krimen ordina ai suoi allievi di rubare la coppa della regata; secondo il regolamento, infatti, se l'università non restituisce il trofeo, sarà sconfitta a tavolino. Il giorno dopo, però, Beth Ducket chiede a John di non far sfigurare il fratello durante la gara. Di nuovo, per il giovane aristocratico la simpatia verso la ragazza è più forte della solidarietà verso la confraternita, e John riveste i panni del giustiziere mascherato. Con le tecniche apprese da Krimen, ruba la coppa, battendo di poco sul tempo i suoi compagni, e la rimette poi a posto, in tempo per la gara. Duckford vince la regata, ma i quattro di Paperbridge danno ugualmente una grande prova d’impegno e spirito di squadra, e sono elogiati dal rettore. Tom conquista definitivamente le simpatie di Annabelle, John è sul punto di ottenere quelle di Beth, ma anche stavolta rovina tutto con una frase infelice. Intanto, Bill Bullet, fattosi sostituire nell'equipaggio, perquisisce la stanza di John e vi trova il costume da aviatore, mancante di un bottone perso durante il furto della coppa. John e Tom, rientrando in camera, la trovano sottosopra; John capisce che il suo segreto è stato scoperto.

### Il libro degli errori(3383)
Tom Ducket rivela a John Quackett di essere già a conoscenza della sua doppia identità, ma di non avere intenzione di tradirlo. Di fronte a questa prova di lealtà, John perde tutta la sua arroganza aristocratica e, per la prima volta, chiama Tom per nome e lo tratta da pari. D’ora in poi, i due saranno non solo amici ma complici nelle imprese notturne. Nel pomeriggio, Bill Bullet convoca John nel parco e lo accusa di essere il papero mascherato, mostrandogli come prova un bottone perso durante il furto della coppa. Proprio in quel momento, però, appare il "vero papero mascherato" (in realtà, Tom in costume da aviatore) e afferra l'oggetto. Bill si convince dell'innocenza di John, e gli rivela anzi il segreto del potere della confraternita dentro l'università. Krimen possiede "il libro degli errori" con cui ricatta i colleghi, minacciando di rivelarne sbagli e debolezze, e che tiene nascosto in un luogo noto a lui solo, chiamato sursum corda. Quella sera, Tom e John si recano nei sotterranei del lato oscuro, dove ha sede la scuola del crimine. John interpreta correttamente l'espressione latina (letteralmente In alto i cuori), trova il prezioso volume nello scaffale superiore della biblioteca, mimetizzato grazie alla copertina del romanzo di Conrad Cuore di tenebra, e se ne impadronisce. Il libro è però scritto in un codice incomprensibile. La sera successiva, Krimen tiene nella sua scuola clandestina una lezione sui travestimenti. John decide di approfittare dell'occasione. Mentre Tom, camuffato, prende il suo posto in aula, lui penetra nello studio di Krimen per cercare il codice. Anche il professore, però, scoperto il furto del libro, si è fatto sostituire in cattedra da un allievo col suo costume, e attende John al varco. L'imprudente "papero mascherato" sta già per essere consegnato al rettore con l'accusa di furto, quando capisce qual è il semplicissimo codice del "libro degli errori": le parole sono scritte da destra verso sinistra. Il rettore, decifrando il volume, scopre così i ricatti di Krimen, che è espulso dall'università e costretto a emigrare in America. I mascherati perdono i loro privilegi, anche se John, per lealtà verso i suoi vecchi amici, non rivela l'esistenza della scuola del crimine. Il giorno dopo, John incontra Beth Ducket, felice nel vedere che lui e suo fratello sono diventati amici. Neanche stavolta, però, John è capace di abbandonare la maschera dell'aristocratico altero e di dichiarare alla ragazza il suo amore. Intanto, il rettore assume un nuovo professore al posto di Krimen: Cuordipietra Famedoro.

### Il mistero del lato oscuro(3431)
Prologo. In una sera d’estate, lo spocchioso Bil Bullet passeggia nei giardini di Paperbridge, di malumore perché il padre, tutto preso dal lavoro, non l'ha voluto a casa per le vacanze. Il ragazzo viene a sapere, dal bidello Keeper, che nel “lato oscuro” (l'edificio dove aveva sede la confraternita dei mascherati) si sentono strani rumori. Due settimane dopo, a Paperbridge, inizia un nuovo anno scolastico e il giovane John Quackett ritrova i suoi compagni di corso, fra cui Tom Duckett, e fa una nuova conoscenza, il giovane Roger Baskerville, un aristocratico che non ha però la spocchia tipica dei suoi pari. Durante la prima lezione, il rettore annuncia agli studenti alcune novità: il professor Cuordipietra Famedoro sostituirà Krimen come insegnante di latino; a causa di problemi logistici al college femminile, le studentesse seguiranno provvisoriamente le lezioni assieme ai loro coetanei maschi; per fare posto alle ragazze, i ragazzi dovranno essere tre per stanza (per cui John e Tom dovranno dividere l’alloggio con Roger). John e Beth così si rivedono. I due ostentano indifferenza reciproca, ma John non può fare a meno di ingelosirsi quando Beth accetta le galanterie di Roger. Beth, da parte sua, non perdona a John di aver riso a una battuta offensiva di Bill Bullet su suo fratello, anche se Tom ha preso la cosa con filosofia. Cuordipietra, nella sua prima lezione, commette un clamoroso errore, attribuendo a Catullo una frase di Cicerone, e si mostra curioso di conoscere Roger. Qualche giorno dopo, al caffè del college, Bill propone una spedizione al lato oscuro, per scoprire il mistero dei rumori notturni. John, Tom, Beth e Belle, la fidanzata di Tom, accettano di seguirlo, e solo Roger rifiuta recisamente di violare le regole del college. Quella sera, la comitiva si riunisce al ponte matematico e Belle vede affacciarsi alla porta dell'edificio un misterioso individuo con una maschera inquietante (quella stessa usata dal professor Krimen nelle prime cinque storie). Tom entra nel lato oscuro, lo trova deserto e torna a rassicurare i suoi compagni; non si accorge che l'uomo mascherato, in realtà, lo sta osservando misteriosamente...

### La biblioteca perduta(3432)
A Paperbridge, si svolge un grande ballo di benvenuto per le studentesse del college femminile: Tom Ducket ci va con Belle, Roger Baskerville con Beth Ducket. John Quackett non vuole ammetterlo, ma è folle di gelosia. Per questo, arriva volutamente in ritardo alla festa, assieme ai suoi amici snob (Arty e Bill Bullet), si mostra sgarbato con la ragazza e con Tom e poi lascia il salone, per tornare da solo in camera. Per via, John è sorpreso da un temporale e si rifugia nel lato oscuro. Nel salone che aveva ospitato la scuola di Krimen, trova aperta la porta di un passaggio segreto; seguendolo, arriva alla biblioteca perduta di Paperbridge, un luogo oggetto di molte leggende fra gli studenti ma di cui nessuno, finora, ha potuto provare l’esistenza. Dentro, c'è l'uomo mascherato, che fruga fra gli scaffali, talmente assorto da non accorgersi dell'intruso. Trovato il libro che cercava, il misterioso individuo fugge e richiude il passaggio, intrappolando così John. Fortunatamente, Tom ha seguito il suo amico nell'edificio abbandonato. I due riescono a parlarsi attraverso la parete e, insieme, ad attivare il meccanismo che riapre la porta nascosta della biblioteca. Prima di tornare al ballo, prendono su un libro sulla storia dei mascherati. Dentro, c'è la foto dei due fondatori della confraternita: Hugo Baskerville, il trisnonno di Roger, e Cuordiferro Famedoro, antenato di Cuordipietra. John e Tom, che fino ad ora hanno pensato ad un ritorno di Krimen, sospettano ora che l’uomo mascherato sia il professor Famedoro. Questi, in effetti, appare in una luce sempre più ambigua: mostra chiaramente di non conoscere il latino che pretende di insegnare e ha lunghi colloqui riservati con Roger. La notte seguente, John e Tom si appostano davanti al lato oscuro e sorprendono Bill e Roger, entrambi in maschera e costume. I due confessano di essere membri, assieme a Famedoro, di una ricostituita confraternita dei mascherati, ma sostengono che tutti e tre sono mossi solo dalla fedeltà alle tradizioni famigliari. (Cuordipietra aveva reclutato Bill quando il ragazzo, come accennato nel prologo all'episodio precedente, lo aveva sorpreso nel lato oscuro durante le vacanze estive). John rifiuta di unirsi alla nuova società segreta e invita i due amici a diffidare del professore. Il giorno dopo, al caffè Cottage, Roger propone ai compagni di festeggiare il suo compleanno a Baskerville Hall, assieme alla sua famiglia e a Famedoro. Solo John rifiuta, in parte per gelosia verso Roger, in parte perché intende approfittare dell’assenza del professore per perquisire il suo studio.

### Il segreto di Famedoro(3433)
Mentre Roger Baskerville e i suoi ospiti (Cuordipietra Famedoro, Bill Bullet, i fratelli Ducket e Belle) raggiungono in treno l'avita dimora del ragazzo, a Paperbridge John Quackett, rivestito nei panni del ragazzo mascherato, fruga nello studio del presunto professore di latino. Forzando un cassetto, trova una lettera scritta da Cuoridiferro Famedoro, che parla di un tesoro, appartenuto al suo amico Hugo Baskerville e protetto da un cane infernale; la mappa è nascosta in un libro della biblioteca del college. John capisce finalmente il vero motivo delle azioni di Cuordipietra. Lo spregevole sudafricano si è finto professore per cercare la mappa nella biblioteca perduta, e si è fatto amico di Roger per farsi invitare a Baskerville Manor, dove è nascosto il tesoro. Intanto, la comitiva ha raggiunto il castello, dov'è accolta dal maggiordomo Quackmore. Roger propone ai suoi amici una passeggiata nella brughiera a caccia di farfalle, ed essi accettano. Solo Cuordipietra rimane al castello, per cercare il tesoro. Lo spavaldo Roger, però, perde la strada ed il gruppo dei ragazzi è costretto a fermarsi in mezzo alle paludi, mentre nella nebbia si sente un inquietante ululato. Terrorizzato all’idea di dover affrontare il cane infernale, Bill scivola e finisce intrappolato nel fango della palude. Tom, generosamente, con l'aiuto di Roger toglie dai guai il suo eterno persecutore. Anche John Quackett arriva a Baskerville Manor, in treno e poi sull'auto di Topleton, un simpatico naturalista amico di Roger. Nel castello semideserto, ha uno scontro verbale con Cuordipietra e gli dice di aver rivelato i suoi segreti al rettore. È però costretto a interrompere la conversazione, per andare in aiuto del gruppo di Roger, non prima però di essersi destramente impadronito della mappa. John, seguendo le tracce dei suoi amici, raggiunge il luogo dove hanno trovato riparo, quando ormai è calata la notte e li riporta al sicuro al castello. Prima però, deve affrontare di nuovo Cuordipietra, che lo ha seguito; nella zuffa, la preziosa mappa va perduta e il falso professore finisce a sua volta intrappolato nel fango in cui maledice al giovane ladro mascherato di non attraversare mai più nella sua strada. Al castello, mentre Tom e Bill mostrano di essere diventati amici, John trova finalmente il coraggio di dichiarare i suoi sentimenti a Beth. La ragazza gli confessa di ricambiarlo, ma aggiunge che i loro mondi sono troppi diversi perché la loro storia possa avere un futuro. Nell'epilogo, si scopre che i sinistri ululati sono opera di Topleton, anche lui alla ricerca del tesoro e che per questo vuole allontanare la gente da Baskerville Hall. (sarà invece Fantomius, diversi anni dopo, a impadronirsi del tesoro conteso, come narrato nella storia Il bottino dei Baskerville).

### La notte del vandalo(3489)
A Paperbridge, inizia un nuovo anno accademico. Le vicende precedenti, con la presenza di ben due professori criminali (Krimen e Cuordipietra Famedoro), hanno però procurato un grave danno d'immagine alla scuola. Un commissario inviato dal senato accademico minaccia di destituzione il rettore Thomson. Intanto, i ragazzi si ritrovano nel cortile dell'università, dopo le vacanze. Si riformano le coppie fra Tommy e Belle e fra Roger e Beth, mentre John Quackett appare interessato da una nuova arrivata, la graziosa Brenda. Durante la prima lezione, quella di educazione artistica, Beth esegue una magnifica natura morta. Il professor Di Pinto ne restata talmente colpito che le propone di mostrarla al suo amico Gustav Tilt (allusione a Gustav Klimt), direttore dell’accademia di Belle Arti di Vienna. Finita la lezione, i ragazzi festeggiano al bar Cottage. Beth, figlia di un pittore, confessa di aver sempre sognato di dipingere senza essere limitata dalle dimensioni di una tela. Poi ha uno dei suoi consueti battibecchi con John, mossa dall'inconfessata gelosia nei confronti di Brenda. Quella sera, il custode dell'università scopre la statua di John Quackerone, il fondatore dell'ateneo, vandalizzata con la vernice rossa. Lì accanto, c’è Tommy, con le mani tinte di rosso. Il ragazzo sostiene di essere innocente e di essersi sporcato toccando inavvertitamente il monumento. Il giorno dopo, si scopre che il misterioso vandalo, rubando la vernice dall’aula di disegno, ha anche irrimediabilmente danneggiato il quadro di Beth. La ragazza è disperata mentre il suo fidanzato Roger minimizza l'incidente. Quando Bill Bullet fa una battuta offensiva sul padre pittore di Tommy e Beth. Tommy, esasperato, gli rovescia in testa un barattolo di vernice rossa, peggiorando così la propria posizione. Convocati nell’ufficio del rettore, i due ragazzi ammettono onestamente le loro responsabilità e ricevono una pena leggera (una settimana di sospensione ciascuno). Il commissario, tuttavia, insiste perché sia data una punizione esemplare agli atti di vandalismo, e revoca la borsa di studio a Tommy. Per il ragazzo, che non può permettersi di pagare la retta, questo significa lasciare il college. John, furiosamente indignato e deluso, davanti al rettore e al commissario, inveisce contro il sistema classista che regola l'Ateneo, ma ottiene solo di essere anche lui sospeso per una settimana.

### Il sogno di Beth(3489)
A Quackett Manor, John Quackett è rimproverato dal padre Andrew per la sua amicizia con un plebeo; lo rincuorano però le parole del fratello Henry, che approva il suo comportamento. A casa sua, Tommy riceve un analogo rimprovero dalla madre, per aver cercato l'amicizia di un ragazzo di classe superiore. Al rientro a Paperbridge, sembra non esserci più speranza per Tommy, a meno che non venga scoperto il vero vandalo. Roger rivela che Brenda è in realtà la figlia del vicerettore. Il meccanismo dei sospetti si rimette in moto. Tutti gli studenti, a eccezione di John, sono convinti che Brenda abbia vandalizzato la statua, per costringere Thomson alle dimissioni, e mettere il padre al suo posto. Nei giorni successivi, John si assenta ripetutamente dal suo alloggio durante la notte. Tommy, Beth e Belle scoprono che il giovane aristocratico fa il turno serale al Cottage come cameriere, per pagare la retta all'amico. John si riguadagna anche l'amicizia di Beth, facendo in modo che possa realizzare il suo grande sogno di artista, affrescando una parete del locale. Il giorno dopo, di fronte alla statua di Quackerone, John accusa il vero vandalo: Roger, che ha distrutto il quadro di Beth, per timore che la ragazza andasse a Vienna, abbandonandolo, e ha poi imbrattato il monumento come depistaggio. Roger riconosce le sue colpe davanti agli amici e al rettore. Riceve una punizione non troppo grave (due settimane di sospensione) ma perde definitivamente la fidanzata. Tommy è pienamente riabilitato. Nulla sembra ormai più opporsi all'amore fra John Quackett e Beth Duckett. Quello stesso giorno, tuttavia, Gustav Tilt, di passaggio a Paperbridge, scopre sulla parete del bar il murale di Beth e offre alla giovane e bellissima artista una borsa di studio a Vienna. Beth, pur se con qualche rimpianto, accetta l’occasione e abbandona per sempre il college inglese. Lei e John si dicono tristemente addio con un colloquio molto toccante sotto la pioggia.

## Altre storie (capitoli antecedenti alla serie)

### Paperino e l'ombra di Fantomius(2455)
Durante la notte, Rockerduck viene svegliato da un ladro che lo sta derubando ed il ladro sembra essere proprio Paperinik. La mattina dopo una maestra sta accompagnano la sua classe che comprende Qui, Quo e Qua a visitare i resti di Villa Rosa raccontando che apparteneva a Lord John Quackett ed pare che il ladro gentiluomo Fantomius l'abbia usata come sua base. Quando viene paragonato a Paperinik, appare un misterioso papero che accusa il supereroe di essere un furfante e presto lo sparano tutti. La classe lo ignora non prendendolo sul serio e sparisce nel nulla. Intanto, a casa di Paperino, Paperon de' Paperoni racconta al nipote che vari miliardari sono stati derubati da Paperinik e teme di essere il prossimo. Paperino nega che sia stato il suo "amico", ma è costretto ad accettare di sorvegliare lo zio durante la notte a causa della solita lista dei debiti. I nipotini ritornano e raccontano quello che è successo, ma Paperino è troppo arrabbiato per dar loro retta. Arrivato la notte, Paperino è al Deposito accanto al letto dello zio, ma finisce per addormentarsi anche lui. L'impostore ne approfitta per entrare e derubare Paperone che fa in tempo a vederlo, prima di essere addormentato, e sembra essere proprio Paperinik, ma con una maschera blu (quella di Fantomius). Per calmare lo zio, Paperino dice che "contatterà" l'eroe e la sera successiva, dopo essersi ricordato del racconto dei nipotini, si reca ai resti di Villa Rosa nei panni di Paperinik. Vede così arrivare il suo emulo che entra in un sotterraneo tramite un passaggio segreto dove ha nscosto il suo bottino. L'impostore si rivela essere il papero visto da Qui, Quo e Qua; questi è un ladruncolo (identificato successivamente come Bob Paperhide) che aveva trovato il diario di Fantomius ed ha deciso di sfruttare i suoi congegni per i suoi furti dando la colpa a Paperinik. A questo Paperinik esce allo scoperto e lo affronta. Dopo essersi afrontati con le loro pistole, Paperinik usa un fumogeno olografico per far apparire il "fantasma" di Fantomius. Terrorizzato, l'impostore cerca di scappare finendo per sbattere contro un muro. Paperinik può così farlo arrestare, dopo avergli cancellato la memoria, e riabilitarsi agli occhi dei cittadini. Purtroppo Paperino non può ancora riposare poiché Paperone gli dice che i Bassotti sono di nuovo a piede libero ed ha attivato di nuovo il suo antifurto che però sarà alimentato dalla corsa di suo nipote.

### Paperinik e il tesoro di Dolly Paprika(2675)
Fantomius e la sua fedele compagna Dolly Paprika stanno facendo ritorno a Villa Rosa dopo esser riusciti a mettere a segno un furto nella villa della Contessa Stravagantis ed aver seminato la polizia. Arrivati a casa Dolly Paprika si accorge di aver perso un prezioso ciondolo necessario per aprire al caveau segreto dove i due ladri nascondono le loro refurtive. Vi è un grande salto temporale e si ritorna al presente dentro al deposito di Paperon de' Paperoni, il papero sta proprio leggendo un libro di leggende che descrive proprio il prezioso ciondolo di Dolly. Dopo poco arriva Brigitta che invita il suo amato ad una caccia la tesoro in maschera proprio a casa della Contessa Stravagantis (nipote della contessa rapinata dal duo criminale). Proprio il leggendario ciondolo di Dolly è stato scelto come premio. Attratto dalla possibilità di accrescere ulteriormente il proprio patrimonio Paperone accetta l'invito e chiama Paperino per sorvegliare il deposito durante la sua assenza. Paperina, in mancanza del fidanzato, si reca alla festa in compagnia di Gastone. Lui indossa i panni di Fantomius, lei di Dolly Paprika. Paperino però non si rassegna al destino e dopo aver sabotato l'auto di Gastone si sostituisce all'antipatico cugino travestendosi da Fantomius e accompagnando Paperina alla festa, dove spacciandosi per Gastone si burla dello zio e della fidanzata. La caccia al tesoro ha inizio e seguendo vari indizi i giocatori arrivano prima al Faro di Capo Quack da tempo oramai abbandonato poi nella famosa cattedrale di Notre Paper, che si crede abitata da un fantasma. Infine il gruppo raggiunge Villa Rosa dove tra i ruderi viene finalmente trovato il ciondolo di Dolly Paprika. Paperone si precipita insieme a Paperino ad aprire il caveau situato al secondo livello dei sotterranei ma con somma disperazione lo trova vuoto. Paperino approfitta della sconforto dello zio per fuggire con il ciondolo da un'uscita secondaria facendo sì che il vero Gastone, che proprio in quel momento era riuscito a raggiungere Villa Rosa, venga accusato dell'insuccesso della gara. Paperino soddisfatto per la sua vendetta perpetrata nei confronti del cinico zio, di Paperina e di Gastone, rilegge uno dei diari di Fantomius dove il ladro gentiluomo confida che aveva un'altra chiave di riserva ed aveva spostato tutto il tesoro in un altro caveau segreto affidandone la nuova chiave sempre a Dolly. Questa volta però era un anello.

### Paperinik e il segreto di Fantomius(2902)
Fantomius e la sua compagna Dolly Paprika dopo aver compiuto l'ennesimo furto nella villa della ricca Contessa Gattacicowa sfuggono audacemente ai poliziotti, comandati dall'instancabile commissario Alcmeone Pinko (il nemico di sempre del ladro gentiluomo), grazie ad uno speciale aliante tascabile e al loro sidecar dotato di particolari marchingegni. Questa avventura è una delle tante narrate nel nuovo libro di Stephen Quack (parodia del celebre scrittore di tutti i romanzi tenebrosi Stephen King) intitolato: Le straordinarie imprese di Fantomius ladro gentiluomo i cui episodi costituiranno la trama per gli episodi dell'omonima saga. Durante la presentazione del libro un altro scrittore Dan Broom (parodia di Dan Brown) accusa Stephen Quack di avergli rubato l'idea di un romanzo storico-avventuroso sulle gesta del ladro gentiluomo. Alla presentazione sono anche presenti Paperino e Archimede Pitagorico con il cugino Galileo e assistono alla scena. La sera stessa Paperino e Paperina sono invitati ad una festa proprio in casa di una pronipote della Contessa Gattacicowa. Durante la festa un misterioso ladro riesce a rubare i gioielli della contessa dileguandosi per mezzo di un deltaplano e di un sidecar, in pratica con le stesse modalità del Fantomius descritto nel romanzo di Stephen Quack. Dopo un altro furto del misterioso imitatore di Fantomius, compiuto ai danni di Paperone utilizzando la famosa lampada ipnotica, Paperinik decidedi indagare per smascherare il colpevole. I primi sospetti ricadono inevitabilmente sullo scrittore Stephen Quack e sul suo rivale Dan Broom, ma entrambi si dimostrano innocenti. Mentre il papero mascherato si trova nel laboratorio di Archimede viene a sapere da questo che il suo bisnonno Copernico Pitagorico era un grande amico di Lord John Quackett. Paperinik sa in anticipo che il prossimo furto sarà quello di un pregevole quadro di proprietà di Rockerduck. Il supereroe mascherato prende il posto del magnate e smaschera sul fatto il misterioso ladro che altri non è che il cugino di Archimede: Galileo. Galileo Pitagorico confessa di aver agito per vendicarsi del fatto che nel libro non viene fatto nessun riferimento al bisnonno Copernico, che era il vero creatore dei marchingegni utilizzati da Fantomius e Dolly Paprika. Paperinik distribuisce quindi una dose di Car-Can ai presenti in modo che la storia venga dimenticata e restituisce ai legittimi proprietari la refurtiva. La storia si conclude con un altro salto temporale in cui Lord Quackett, ritornato a Villa Rosa dopo il furto a casa della contessa, raggiunge il suo laboratorio segreto dove Copernico gli mostra la sua ultima creazione: gli stivaletti a molla.

### Paperinik e il passato senza futuro(2933)
Paperino sta leggendo sul diario dello scaltro e inafferrabile Fantomius, la notte in cui il ladro gentiluomo conobbe Dolly Paprika e se ne innamorò. Al termine della lettura nelle vesti di Paperinik si reca da Archimede, ma non lo trova in casa. Nell'attesa curiosa nel laboratorio e preme per errore un bottone di un piccolo congegno che lo teletrasporta nella Paperopoli di inizio novecento. Col suo arrivo, Paperinik interferisce proprio con il primo incontro tra Fantomius e Dolly Paprika alterando così il futuro e compromettendo la sua stessa esistenza. Senza scoraggiarsi, il supereroe decide di chiedere aiuto a Copernico Pitagorico (il bisnonno di Archimede) che abita a Villa Rosa e collabora con Fantomius. Dopo un iniziale scetticismo, Copernico crede alle parole di Paperinik e decide di aiutarlo. Il giorno dopo, così è scritto nel diario di Fantomius, si terrà una festa e il ladro gentiluomo metterà a segno un altro celebre furto. Paperinik decide di sfruttare l'occasione sperando di riuscire a far incontrare i due futuri innamorati. Paperinik si reca alla festa nelle vesti di Lord Lamont John Quackett, l'identità segreta del ladro gentiluomo Fantomius, con al suo fianco proprio Dolly Papera (il vero nome di Dolly Paprika). Mentre Paperinik rimane nel salone d'ingresso a discutere con il commissario Pinko, Dolly si reca ai piani superiori dove scopre Fantomius proprio nell'atto di svaligiare la cassaforte del proprietario di casa. I due si innamorano immediatamente e Dolly decide di seguire Fantomius nelle sue imprese. Intanto Paperinik si è defilato dalla festa ed è ritornato da Copernico. Lo scienziato ha messo a punto una rudimentale macchina del tempo che riporta finalmente Paperinik nel XXI secolo.